# Musée royal des Beaux-Arts d'Anvers
Le musée royal des Beaux-Arts d'Anvers (Koninklijk Museum voor Schone Kunsten Antwerpen) fondé à Anvers en 1810, abrite une collection de peintures, sculptures et dessins du XIVe au XXe siècle. Le 30 avril 2011 le musée ferme ses portes pour des travaux de rénovation et rouvre au public le 24 septembre 2022.
C'est le plus grand et le plus important musée dépendant de la Communauté flamande. Il est abrité dans un bâtiment majestueux construit à partir de 1884 par Jacob Winders (1849-1936) et Frans Van Dijk (1853-1939), et situé Leopold De Waelplaats. Il a ouvert ses portes le 11 août 1890.

## Collections

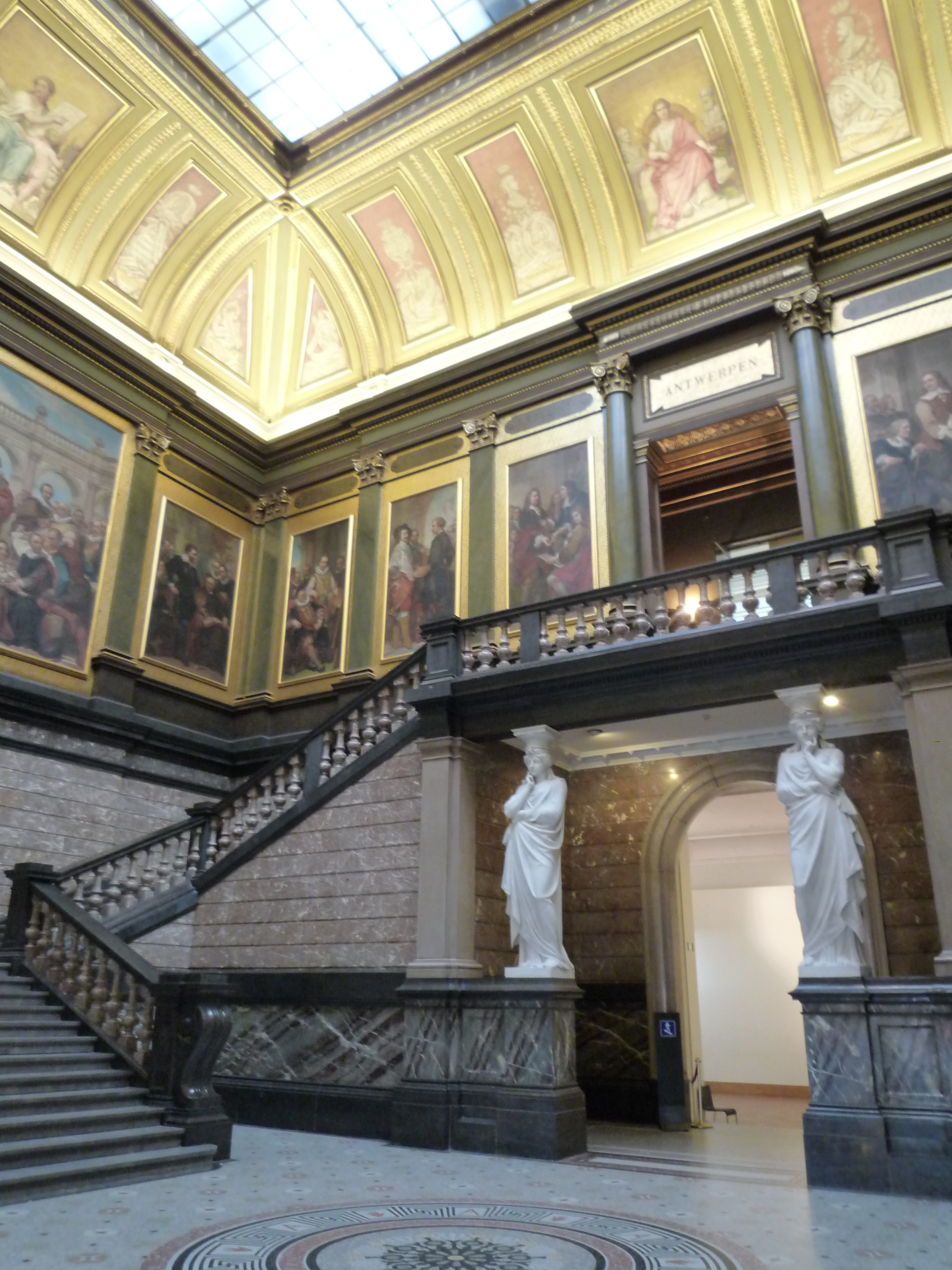
Vue de l'escalier intérieur.

Les collections donnent un aperçu très complet des développements artistiques dans la cité scaldienne, qui a été l'un des principaux centres artistiques d'Europe, principalement aux XVIe et XVIIe siècles. À côté des écoles anversoise et flamande, les maîtres hollandais sont également bien représentés. Jusqu'à la création du musée des Arts contemporains (Museum van Hedendaagse Kunst Antwerpen - MuHKA), le musée royal des Beaux-Arts d'Anvers s'efforçait d'acheter aussi des œuvres d'artistes contemporains (principalement belges). Au cours des XIXe et XXe siècles, des œuvres de maîtres vivants furent aussi acquises, donnant un aperçu des évolutions artistiques en Belgique et à l'étranger.
Le musée possède aussi divers chefs-d'œuvre de différentes écoles étrangères. Les treize mille pièces de la collection consistent principalement en tableaux (3 300), dessins (3 600), gravures et sculptures (400). Toutes les œuvres d'art ne sont pas la propriété de la Communauté flamande : un nombre très important d'entre elles, provenant principalement du legs de l'ancien bourgmestre d'Anvers Florent van Ertborn, appartient à la ville.

## Œuvres

### XIVesiècle
- Simone Martini (1284-1344) : Polyptyque de la Passion du Christ, quatre panneaux dont : L'Ange Gabriel, Le Coup de lance, La Vierge Marie, La Descente de Croix.

### XVesiècle
- Jan van Eyck : Sainte Barbe, Vierge à la fontaine.
- Jean Fouquet : Vierge à l'Enfant avec séraphins, panneau droit du Diptyque de Melun. Dite la Madone aux Anges Rouges
- Rogier van der Weyden : Triptyque des Sept Sacrements
- Antonello de Messine : Le Calvaire

- Œuvres des XIVe et XVe siècles

Œuvres des
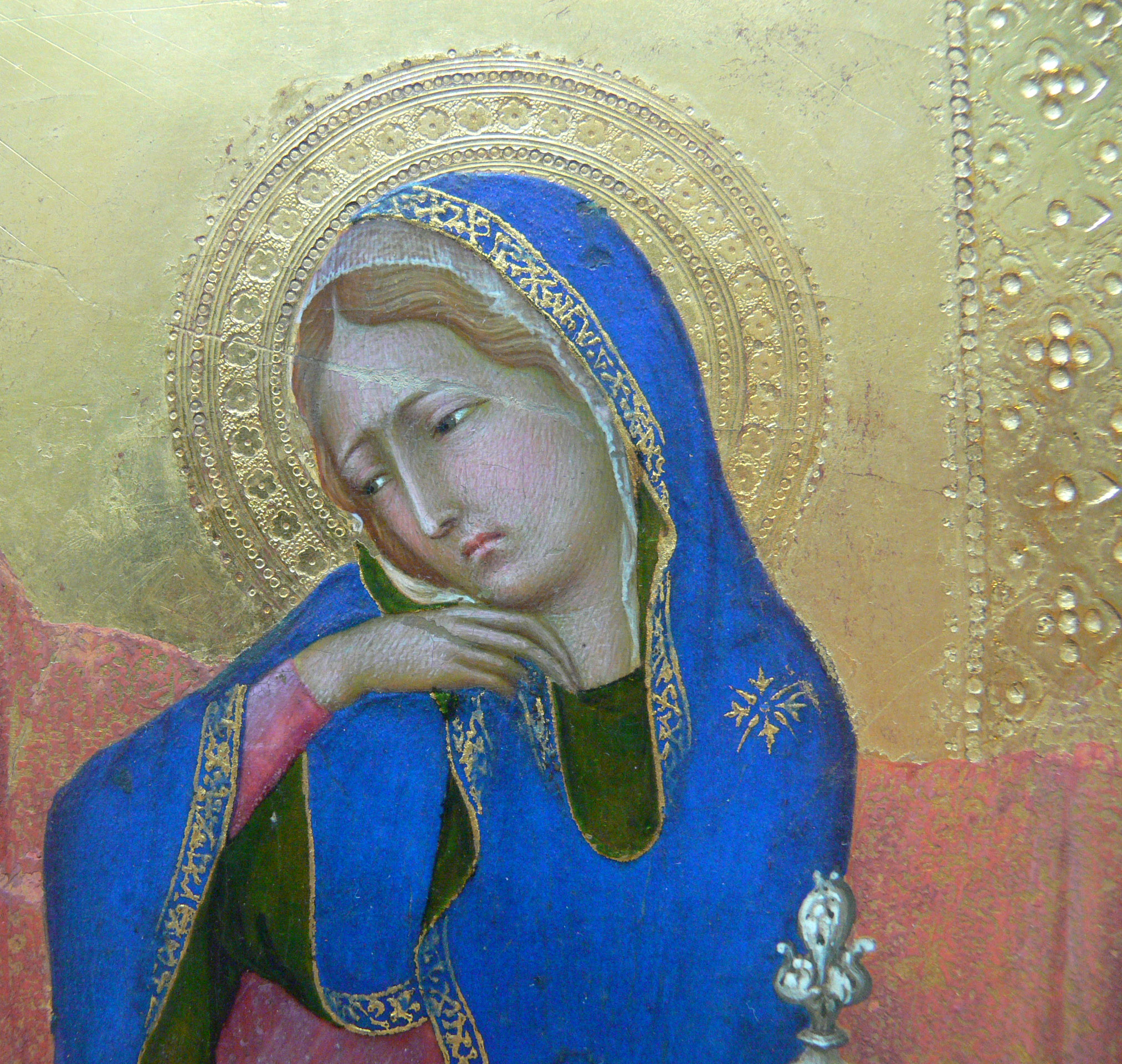
Détail de L'Annonciation, 1333 Simone Martini
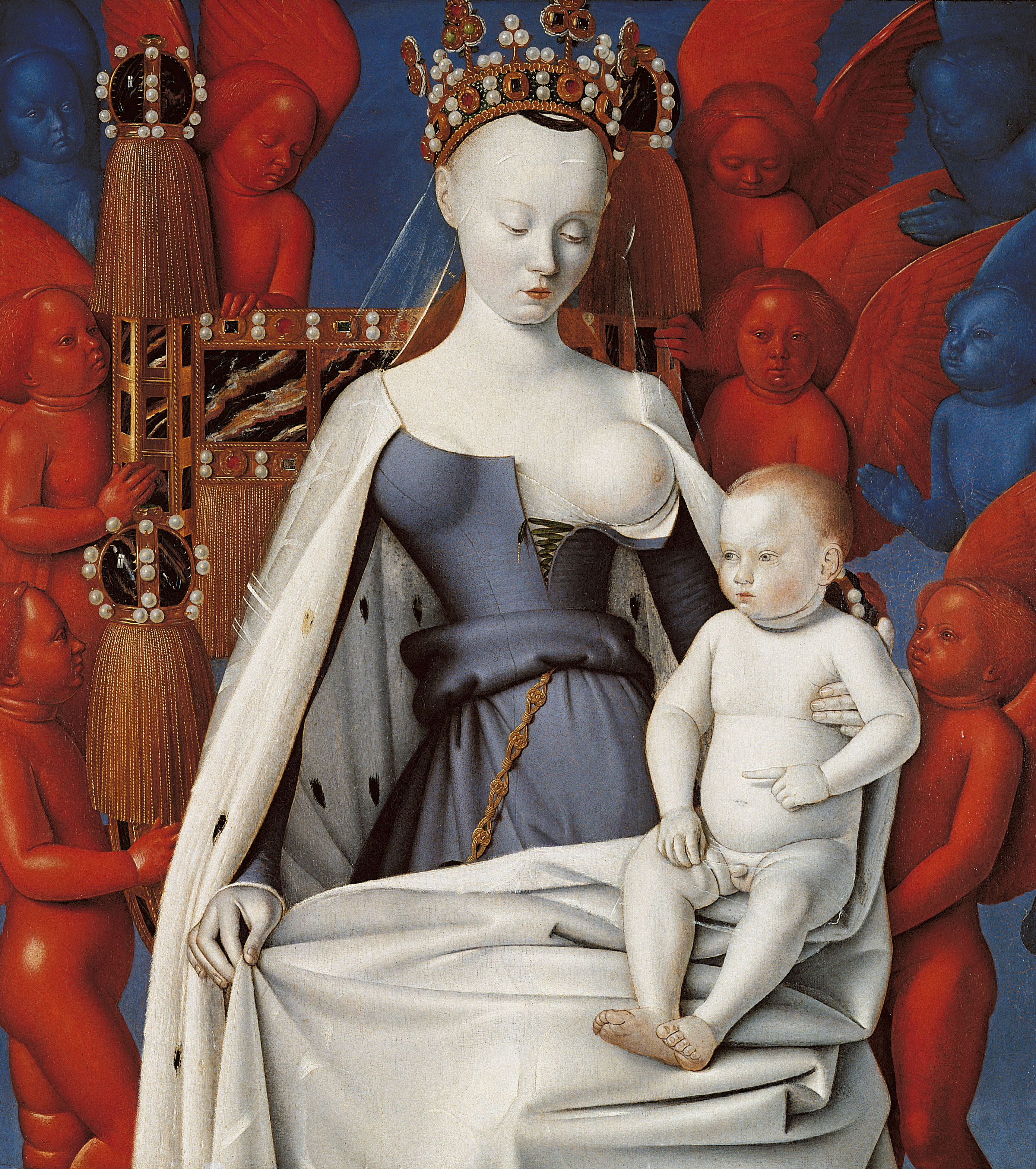
Vierge à l'enfant, v. 1452 Jean Fouquet
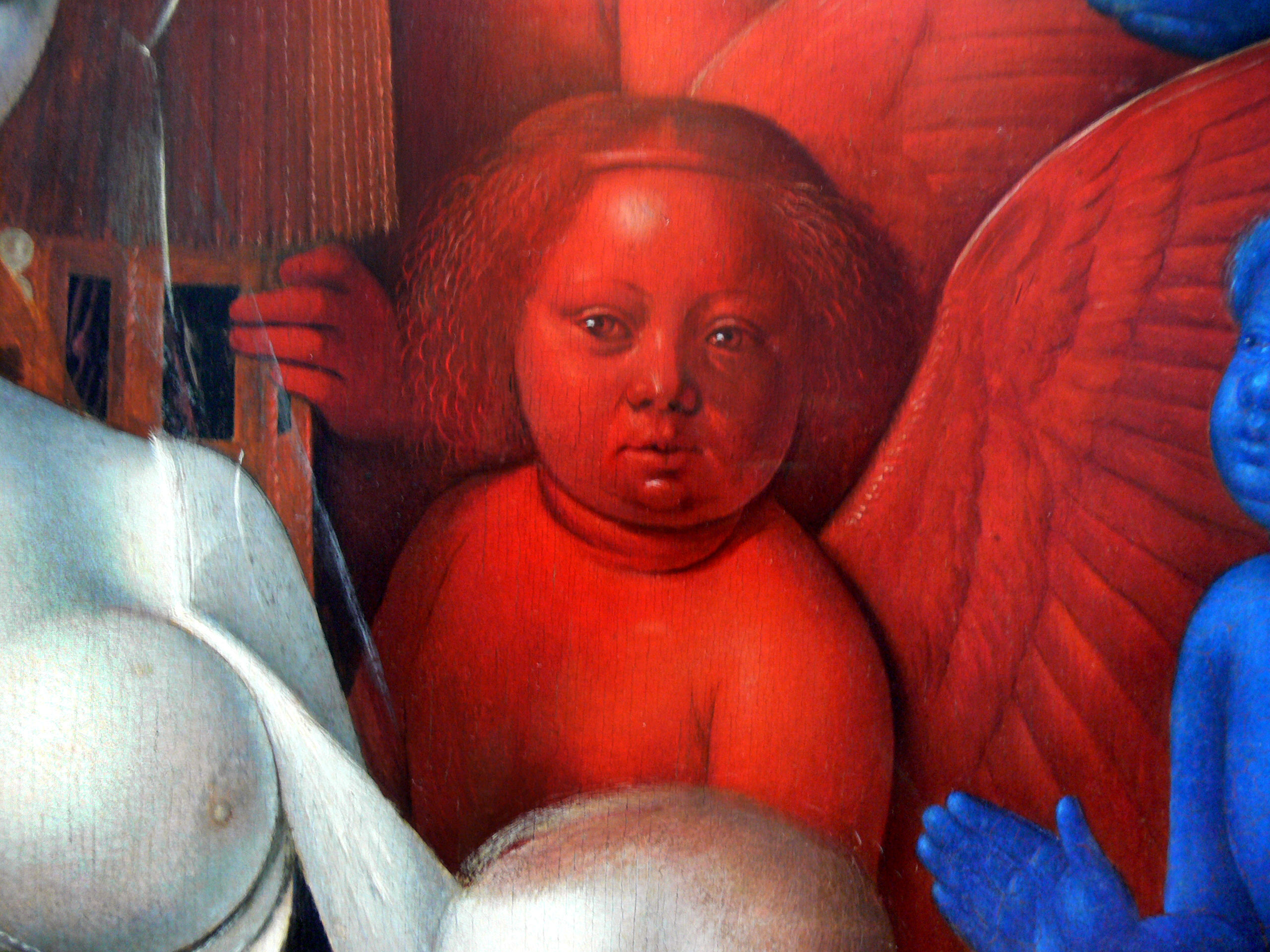
Détail de la Madone aux Anges Rouges, Jean Fouquet
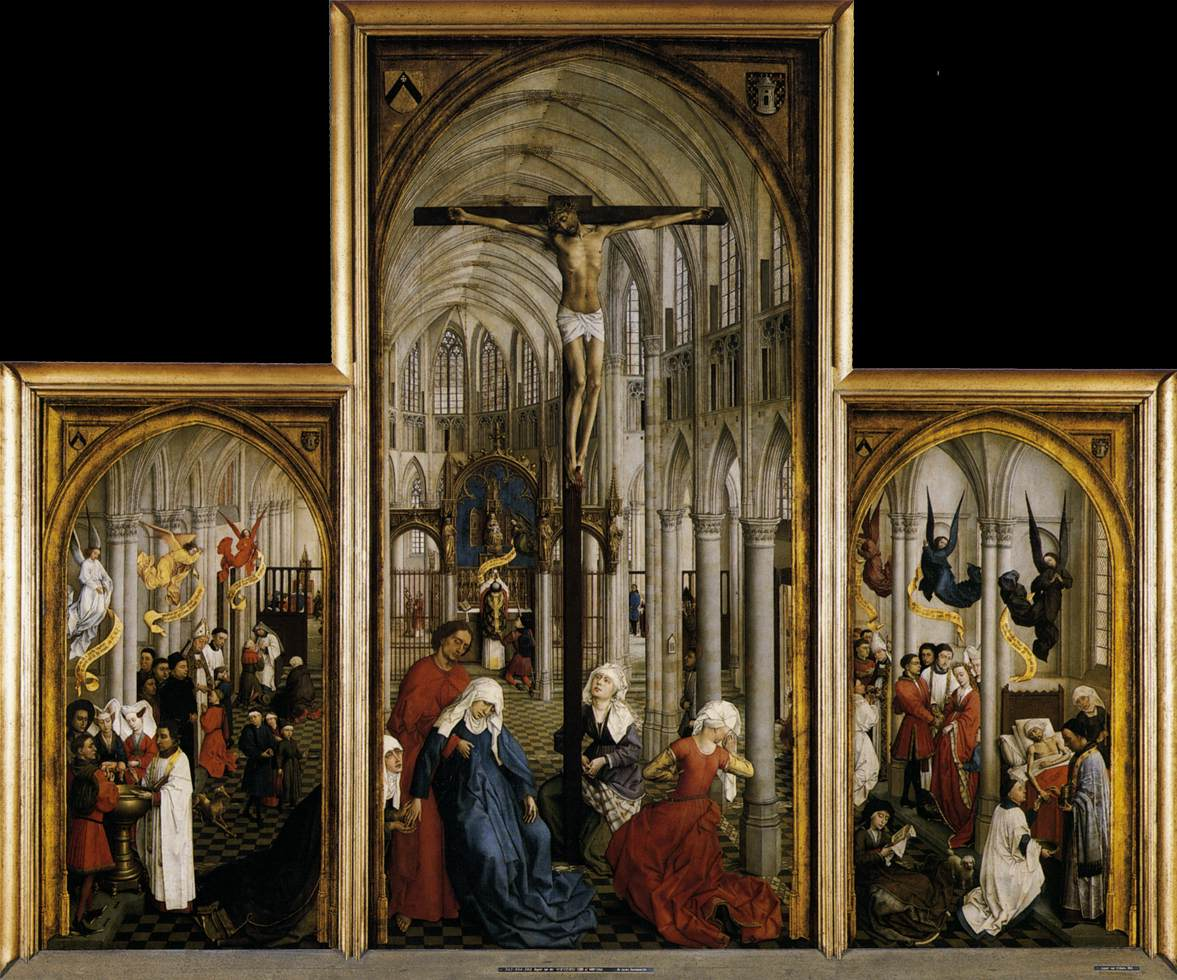
Retable des Sept sacrements Rogier van der Weyden

### XVIesiècle

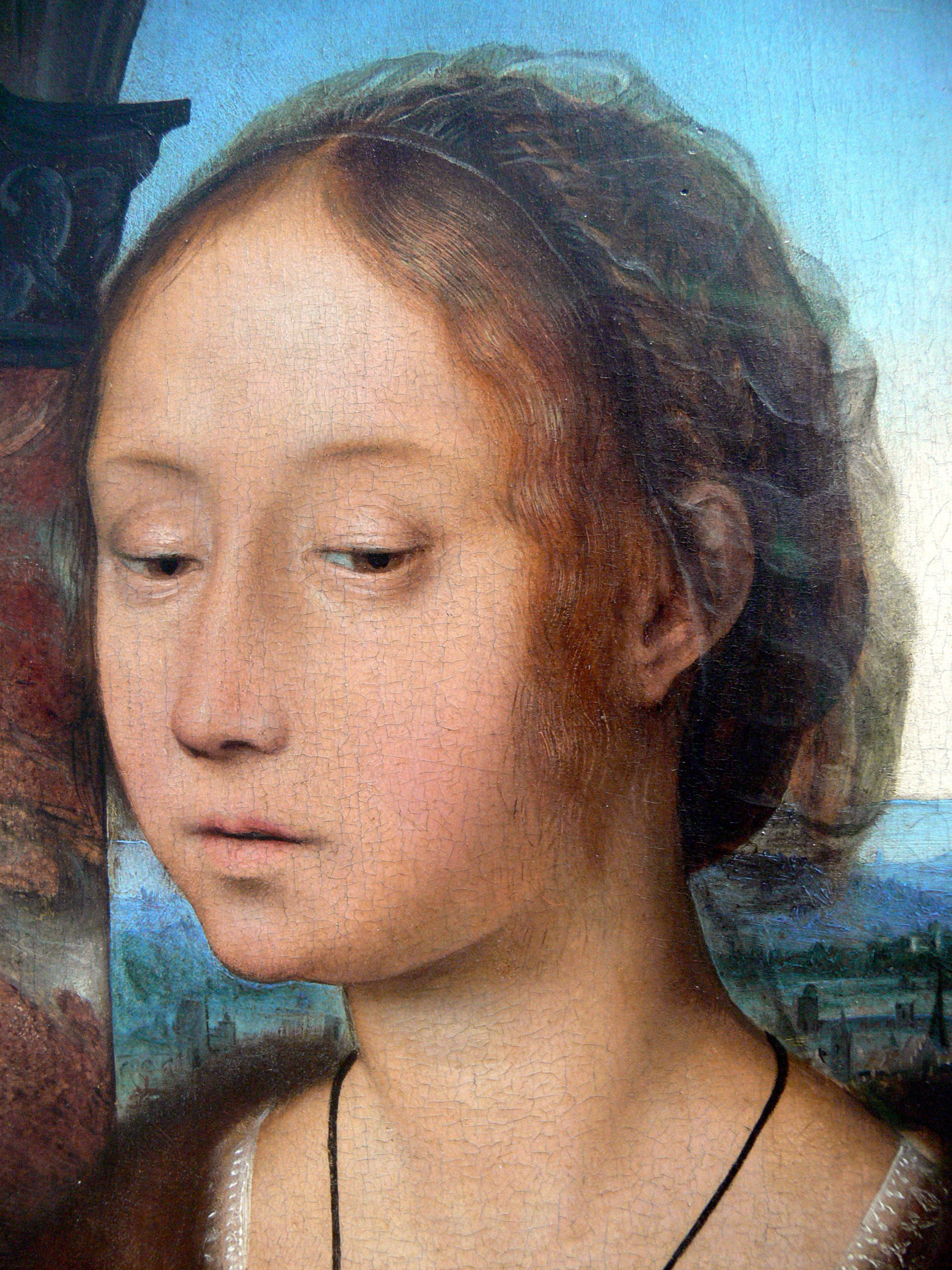
Marie-Madeleine, détail
Quentin Metsys

- Joachim Patinier (1483-1524) : Paysage avec Fuite en Égypte (1516-1517)
- Quentin Metsys (1466-1530) : Triptyque de la Déploration du Christ.
- Hans Memling (1435-1494) : 2 peintures : 
  - Portrait d'homme avec une pièce de monnaie romaine (1480)
  - Christ bénissant entouré d'anges musiciens (Retable de Najera)
- Lucas Cranach l'Ancien (1472-1553) : Charité
- Le Titien (1488-1576) : Jacopo Pesaro présentant le pape Alexandre VI à saint Pierre, 1506-1511
- Jean Clouet (1480-1541) : Le Dauphin François, fils de François Ier
- Frans Floris de Vriendt (1517-1570) : La Chute des anges rebelles (1554), Le Festin des dieux (1550), Les Douze travaux d'Hercule, Le Jugement de Salomon (1547) et de beaux Arcs de triomphe
- Jacob Grimmer (1525-1590) : Vue du Kiel à Anvers (1578)
- Joachim Bueckelaer (1534-1574): La Cuisine avec Jésus dans la maison de Marthe et Marie en arrière-plan (1566) et Le Marché aux légumes (1567)
- Paul Bril (1553-1626) : Paysage avec l'Enlèvement de Ganymède.
- Lucas van Valckenborch (1535-1597) : Huy vu d'Ahin.
- Maarten de Vos (1532-1603) : Le Denier de César (1601), Saint Luc peignant le portrait de la Vierge (1602)

Œuvres de la Renaissance
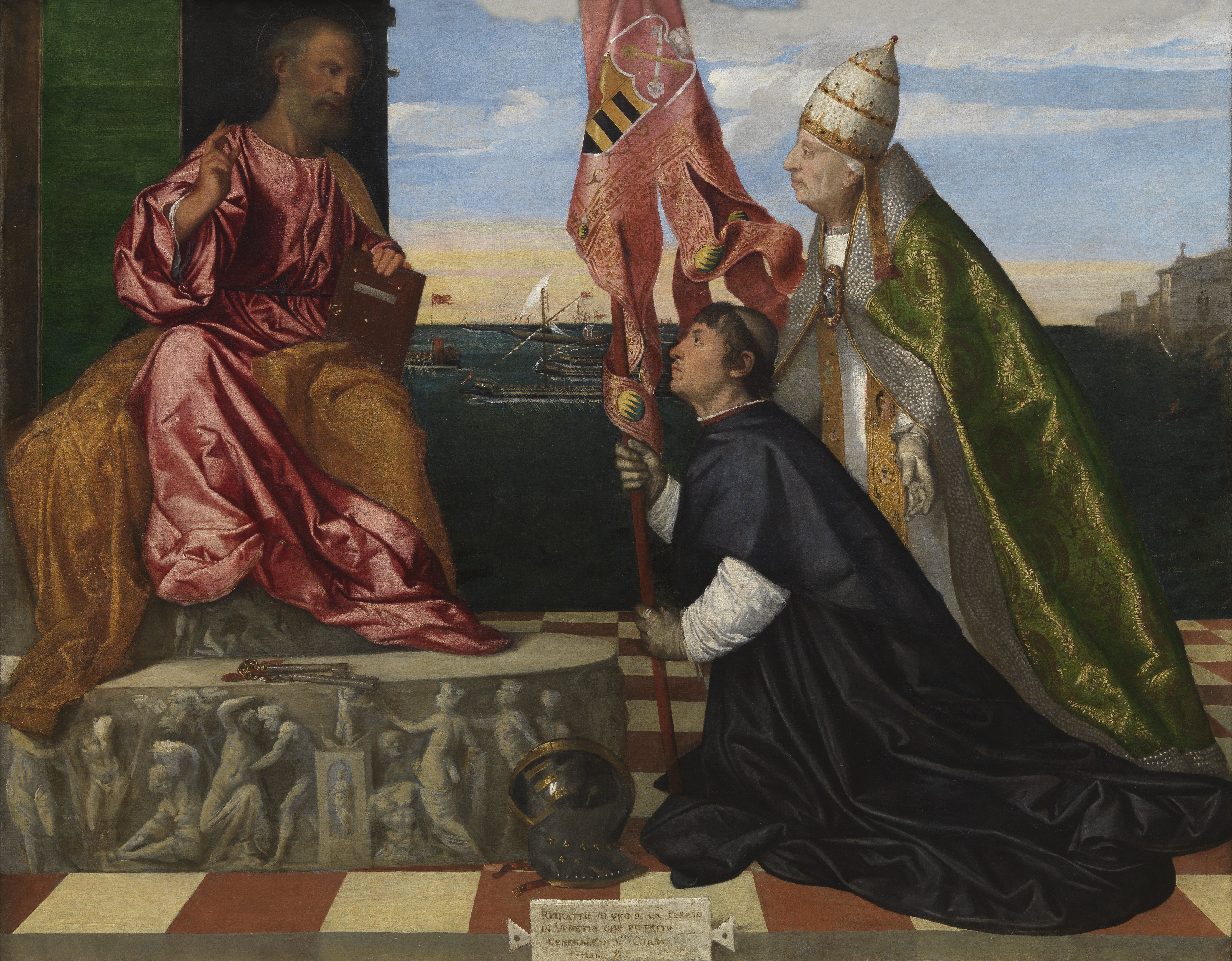
Le pape Alexandre VI présente Jacopo Pesaro à saint Pierre 1506-1511 Le Titien
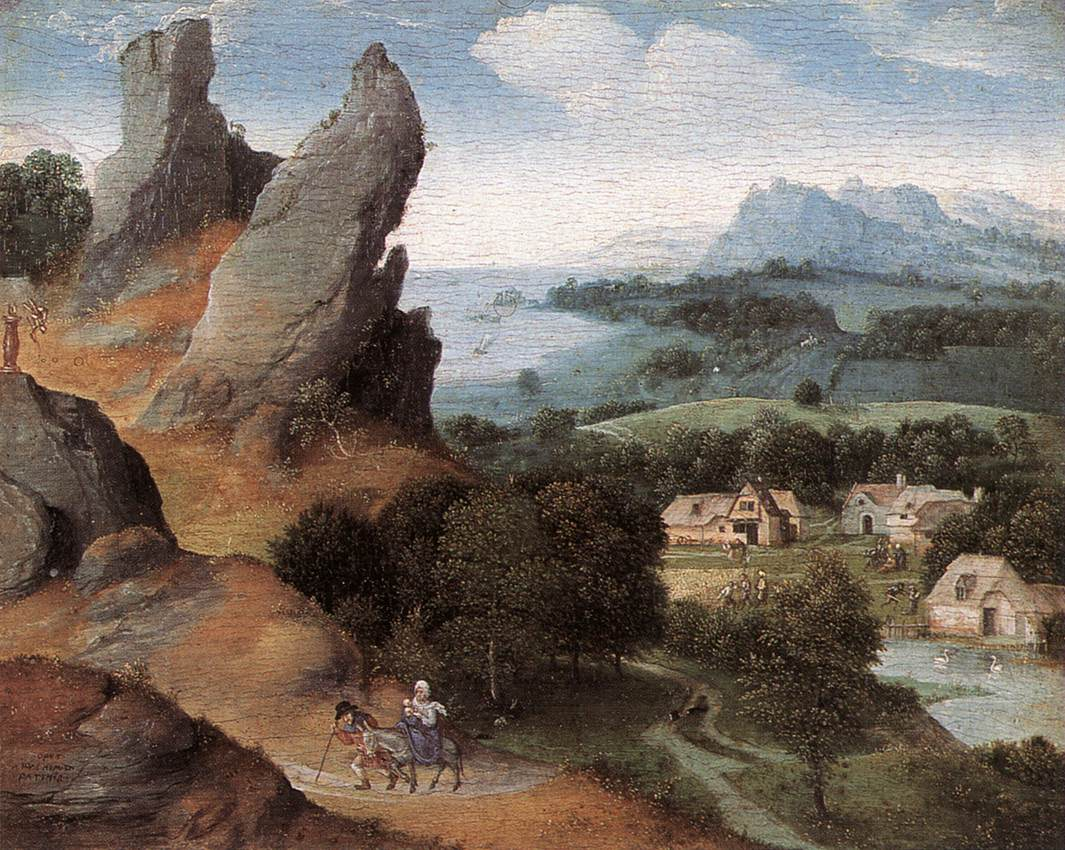
Paysage avec Fuite en Égypte 1516-1517 Joachim Patinier
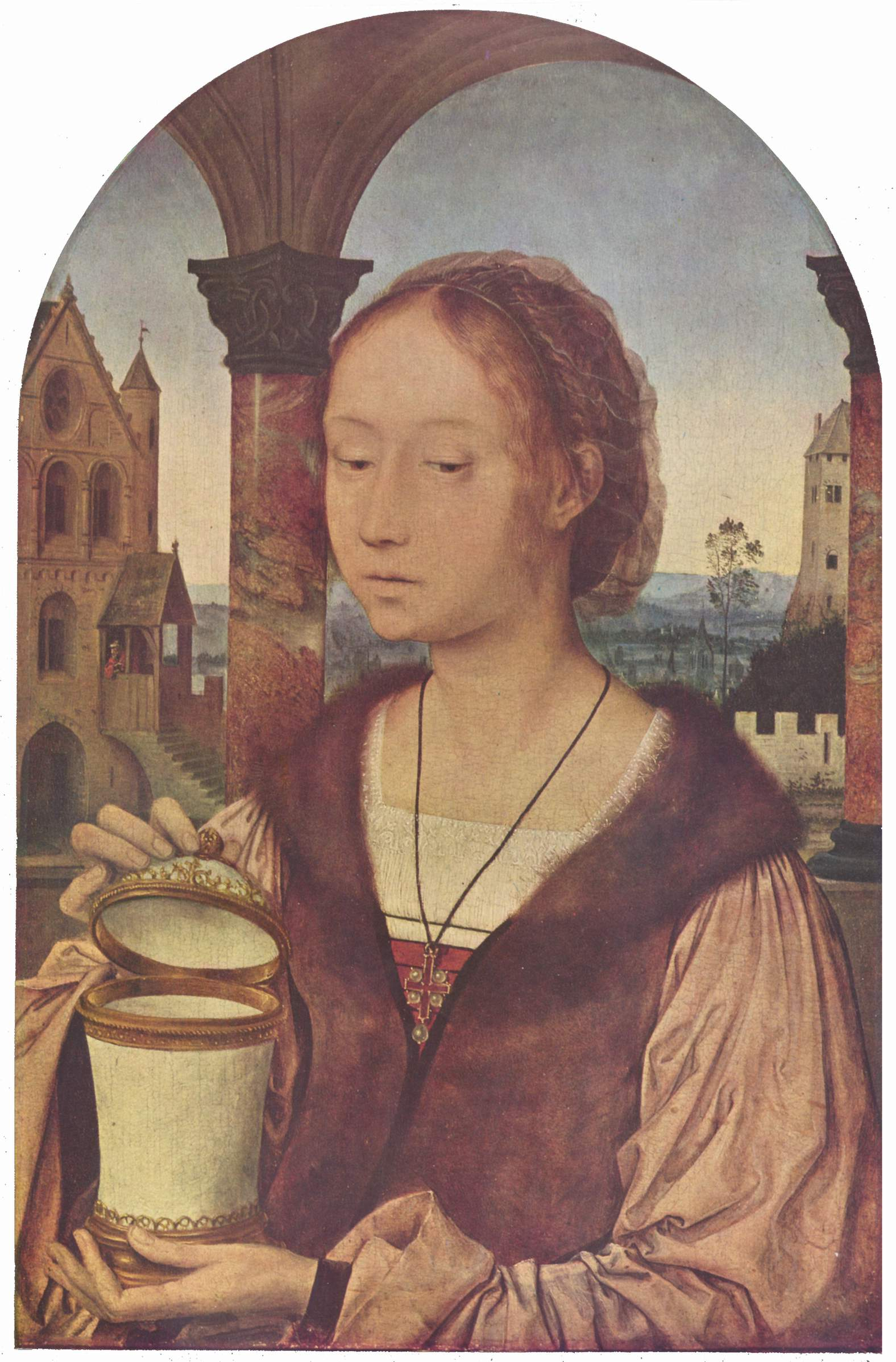
Marie-Madeleine, v. 1525 Quentin Metsys
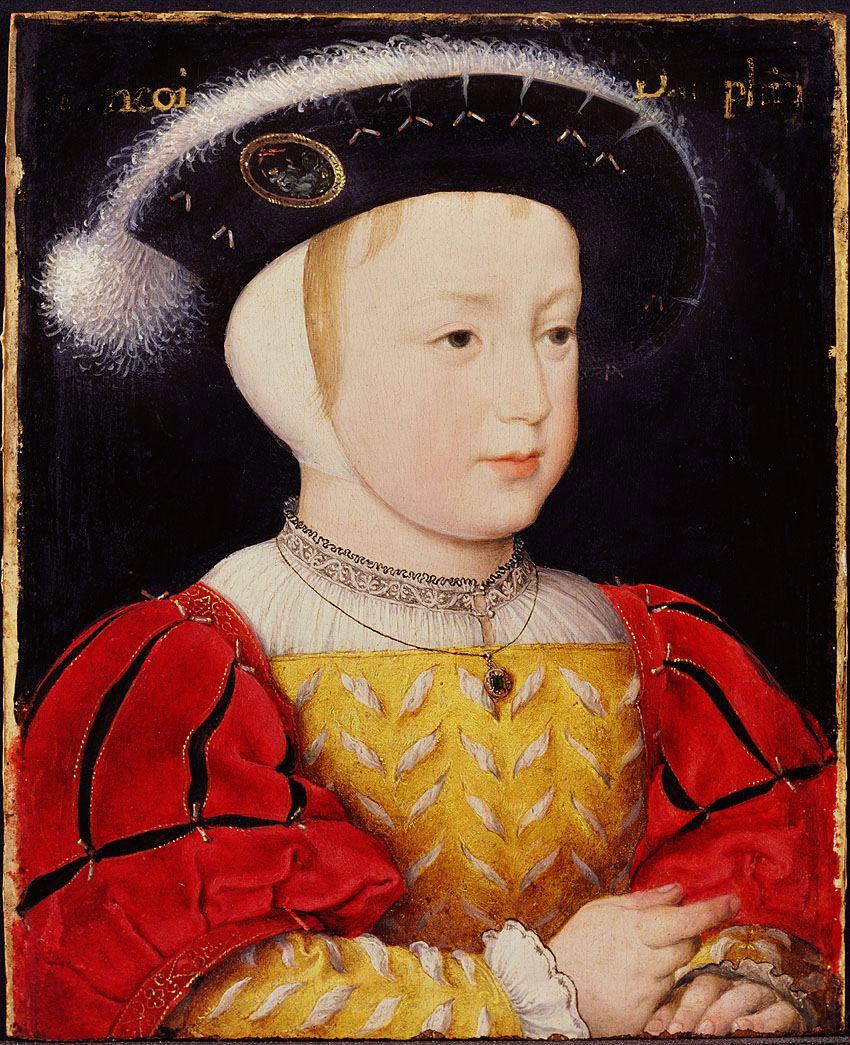
Le Dauphin François, fils de François Ier, v. 1520 Jean Clouet
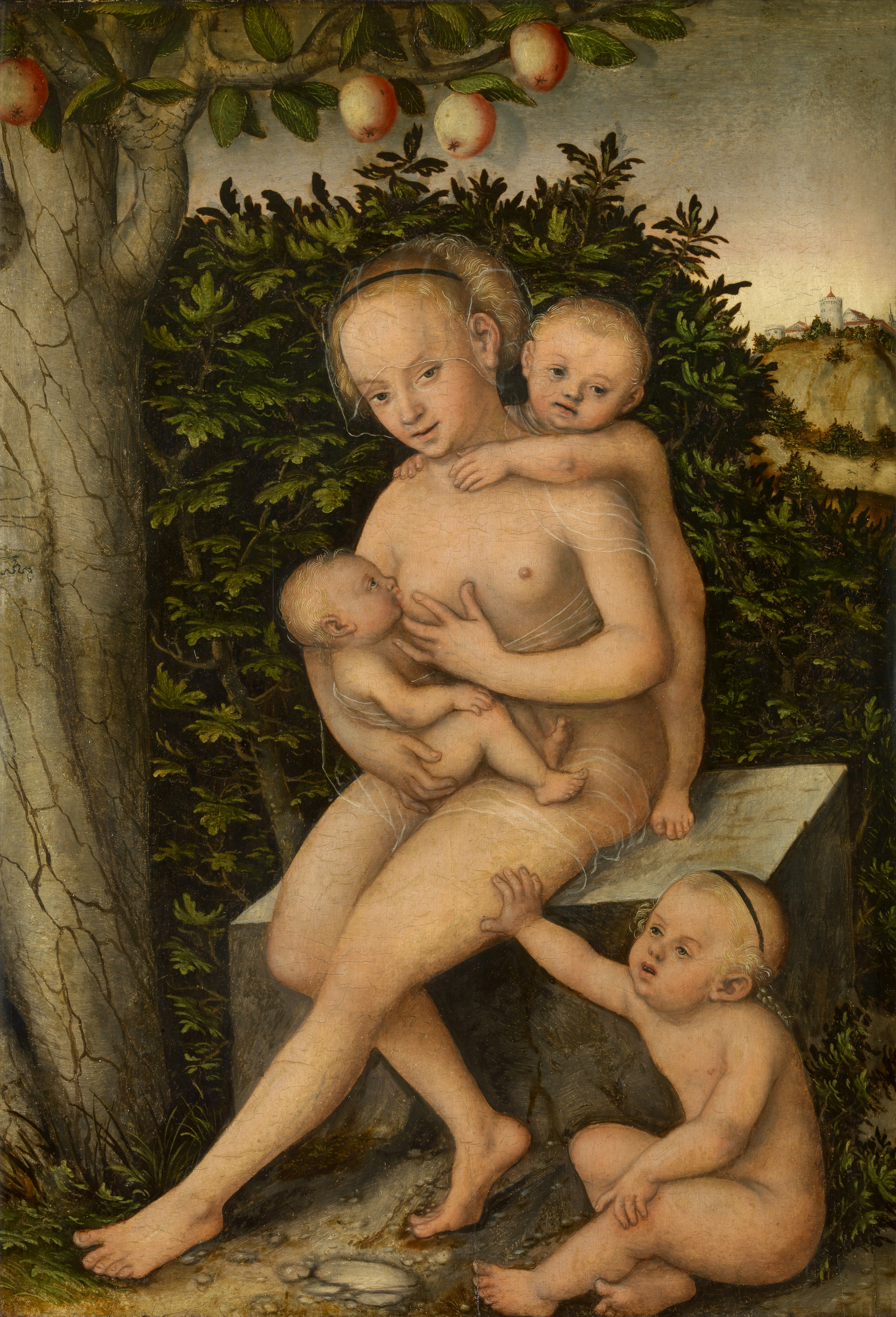
Charité 1537-40 Lucas Cranach l'Ancien
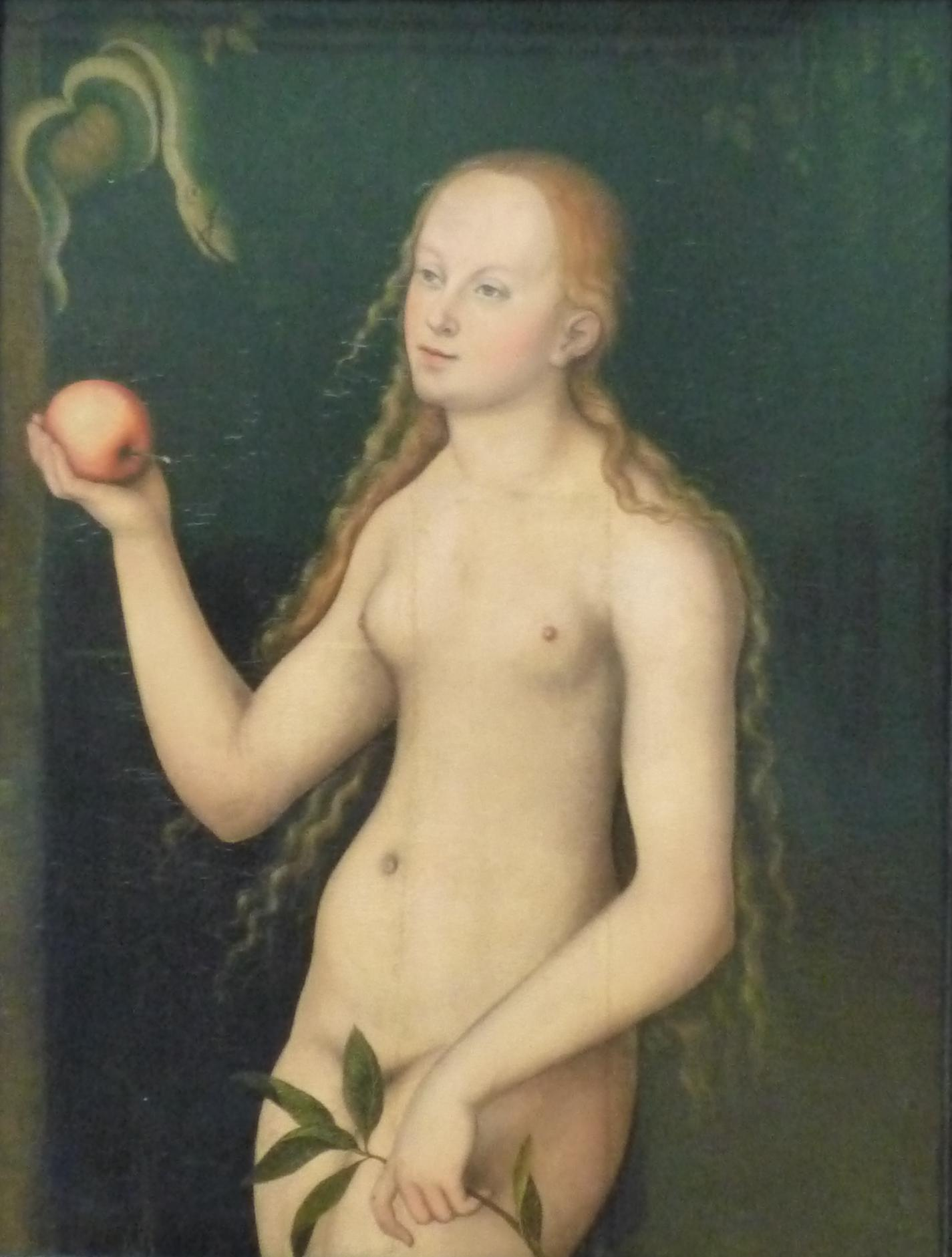
Ève Lucas Cranach l'Ancien
Le Festin des dieux, 1550 Frans Floris
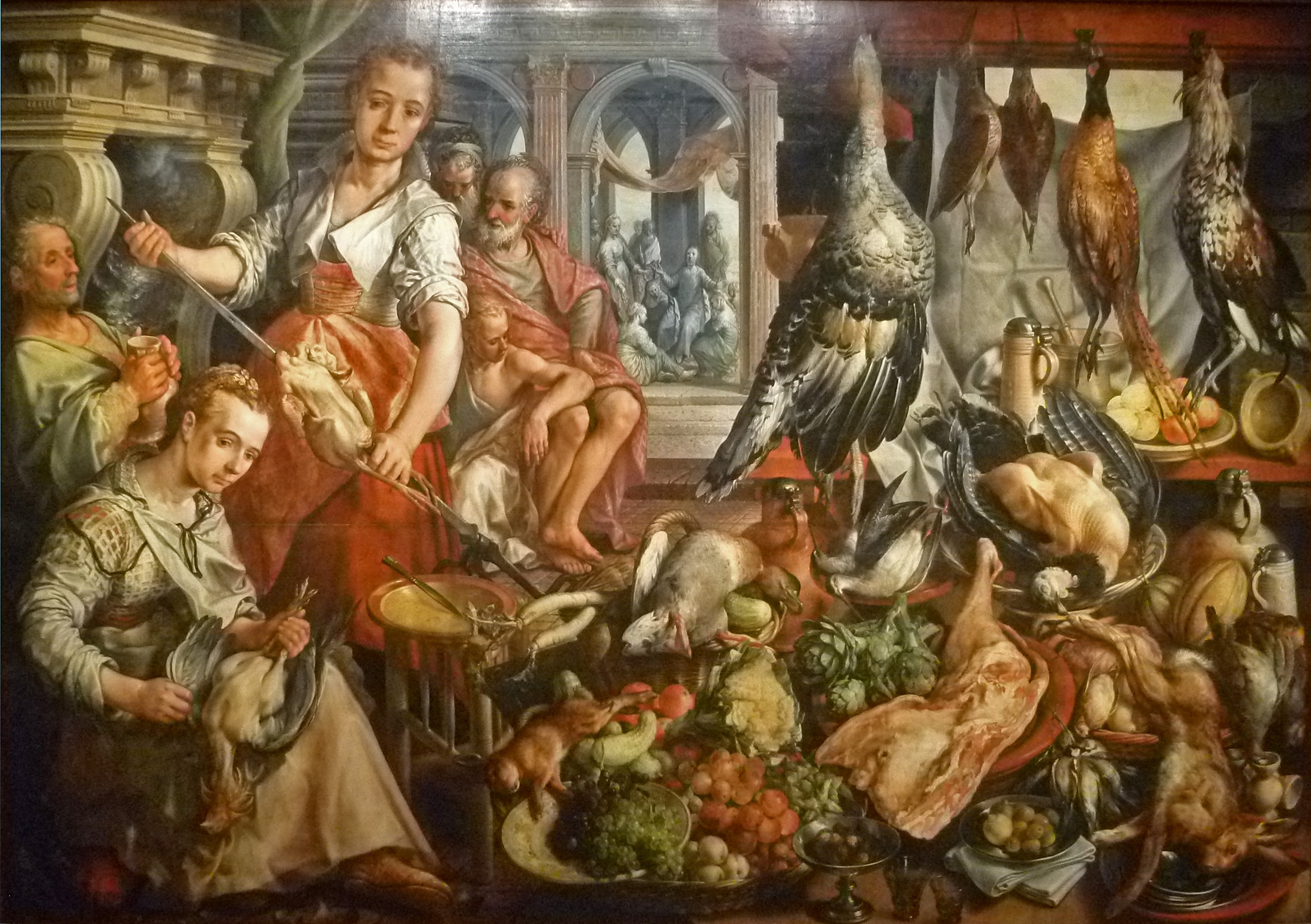
La Cuisine avec la maison de Marthe et Marie, 1566 Joachim Bueckelaer
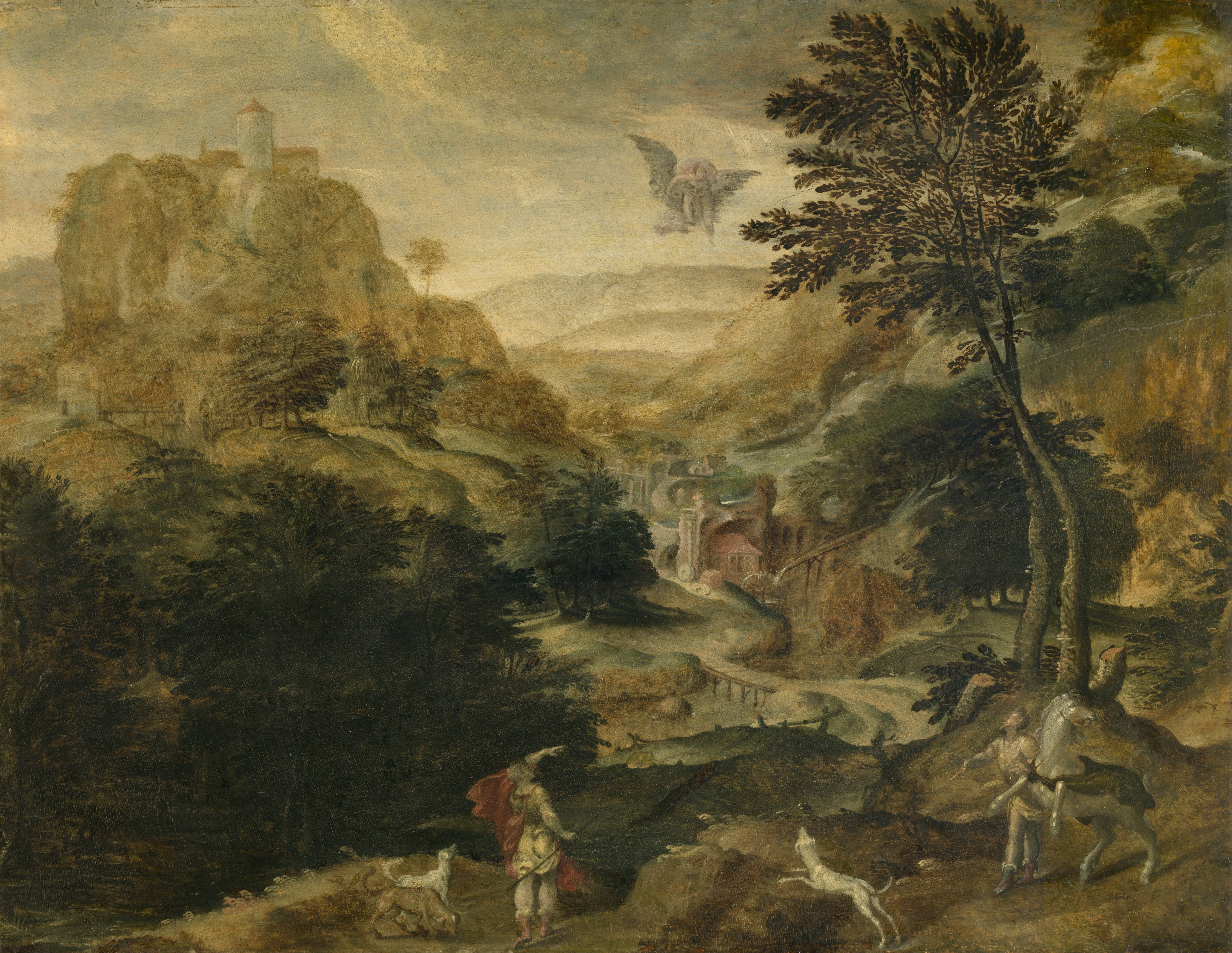
L'Enlèvement de Ganymède Paul Bril
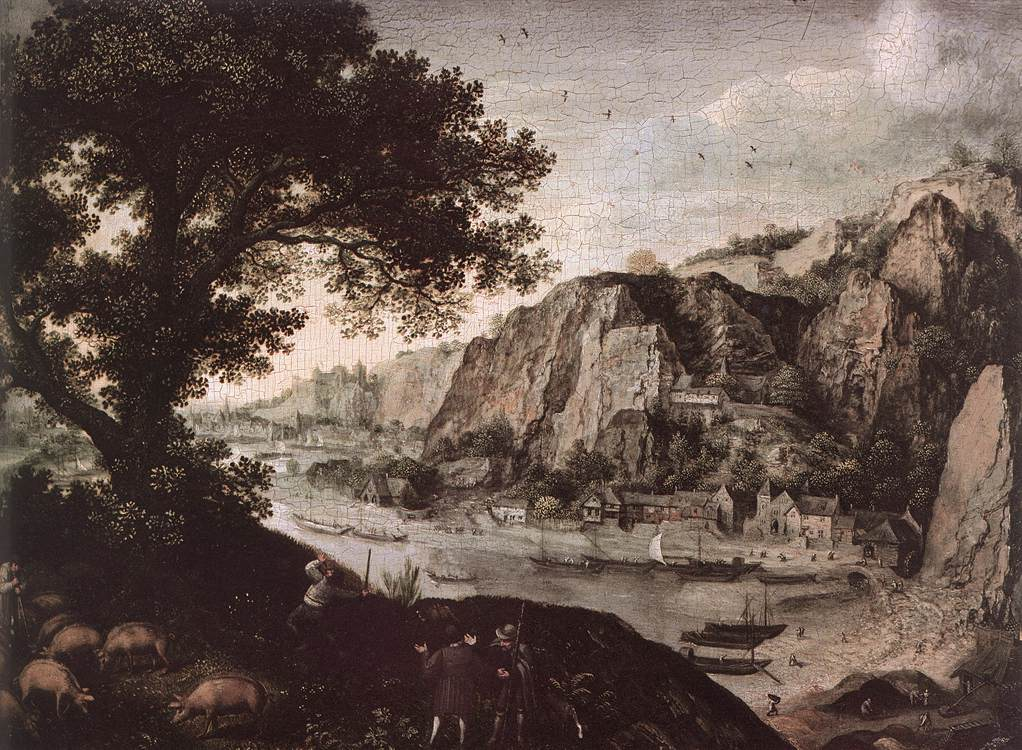
Huy vu d'Ahin Lucas van Valckenborch
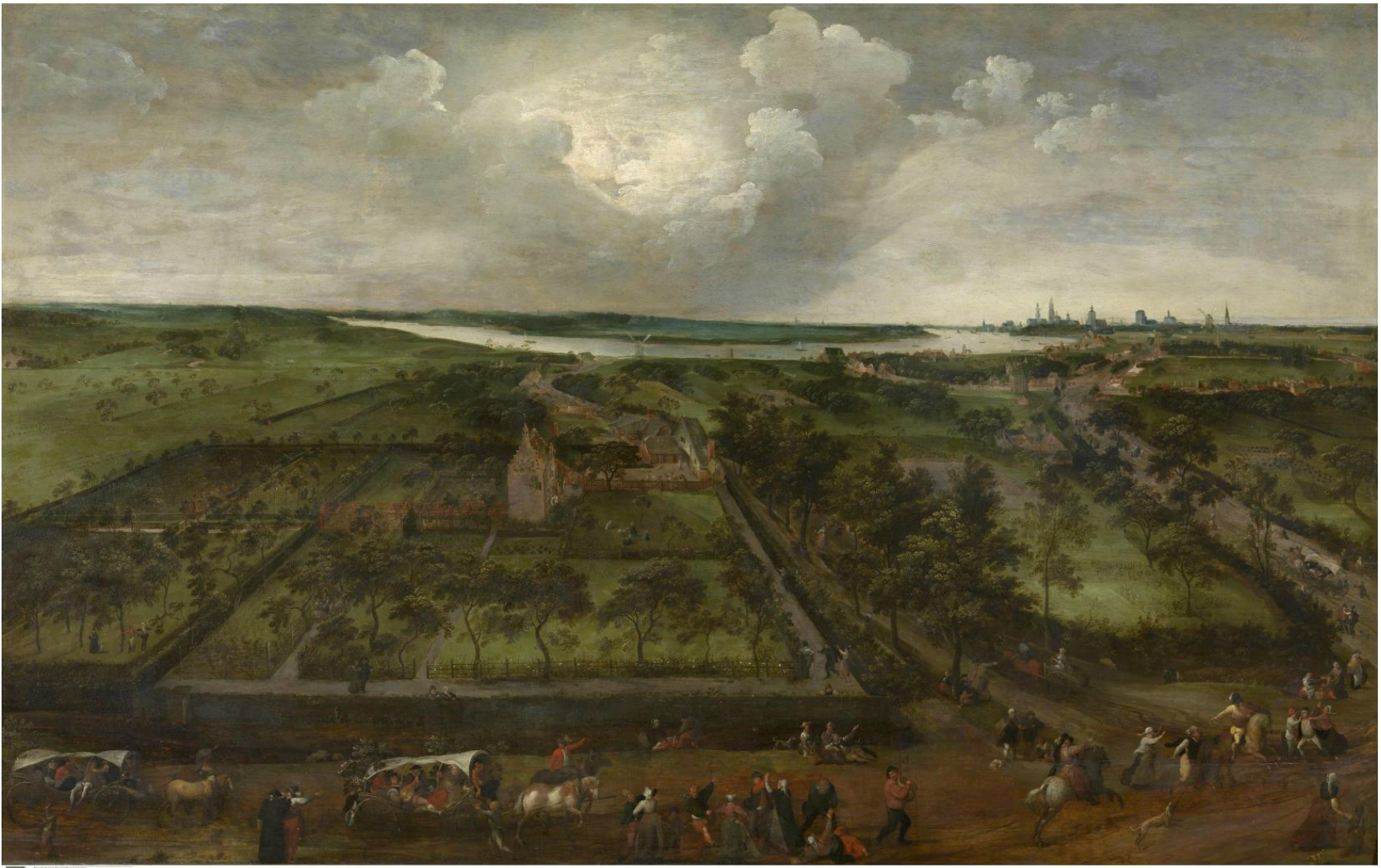
Vue du Kiel à Anvers, 1578 Jacob Grimmer
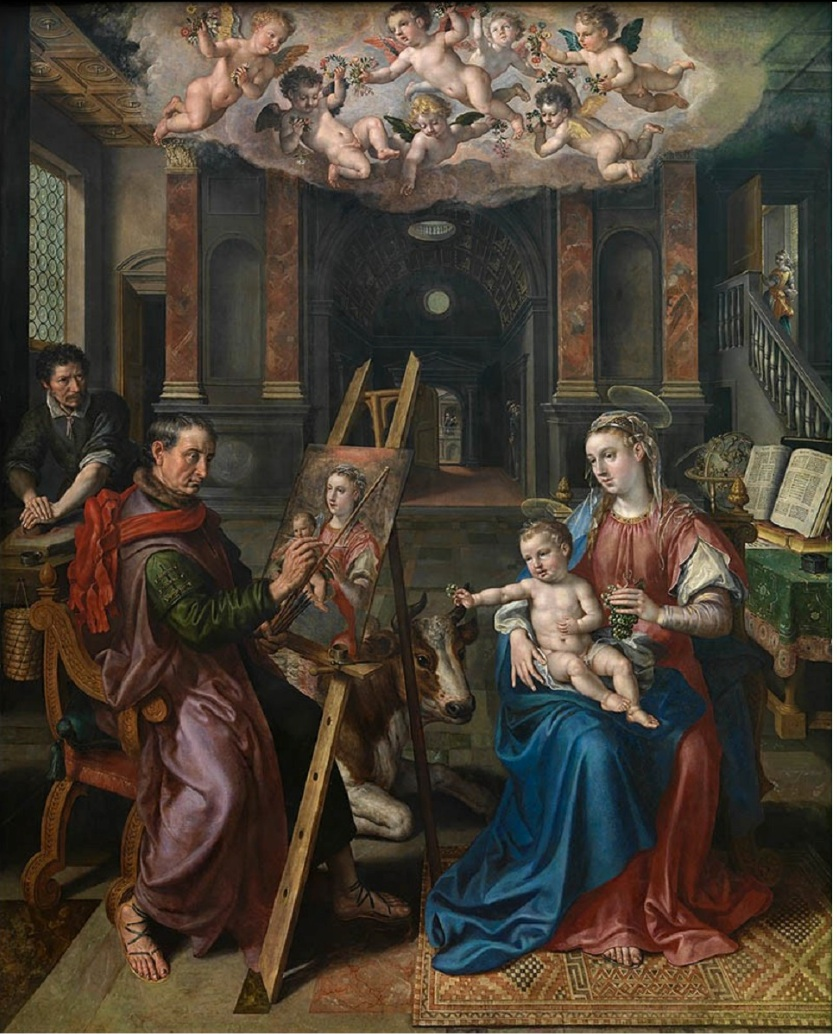
Saint Luc peignant la Vierge, 1602 Maarten de Vos

### XVIIesiècle

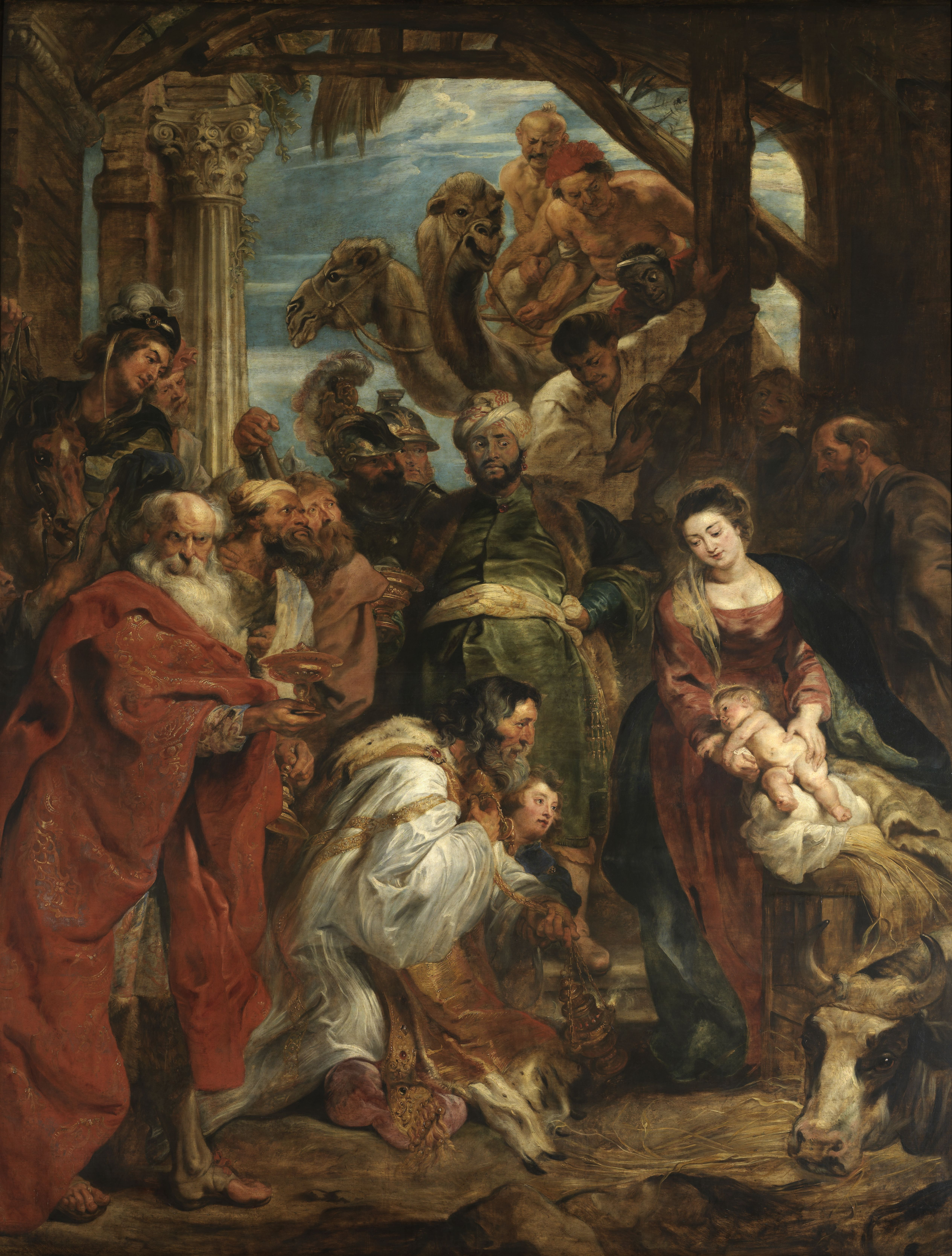
Rubens, L'Adoration des mages, 1624

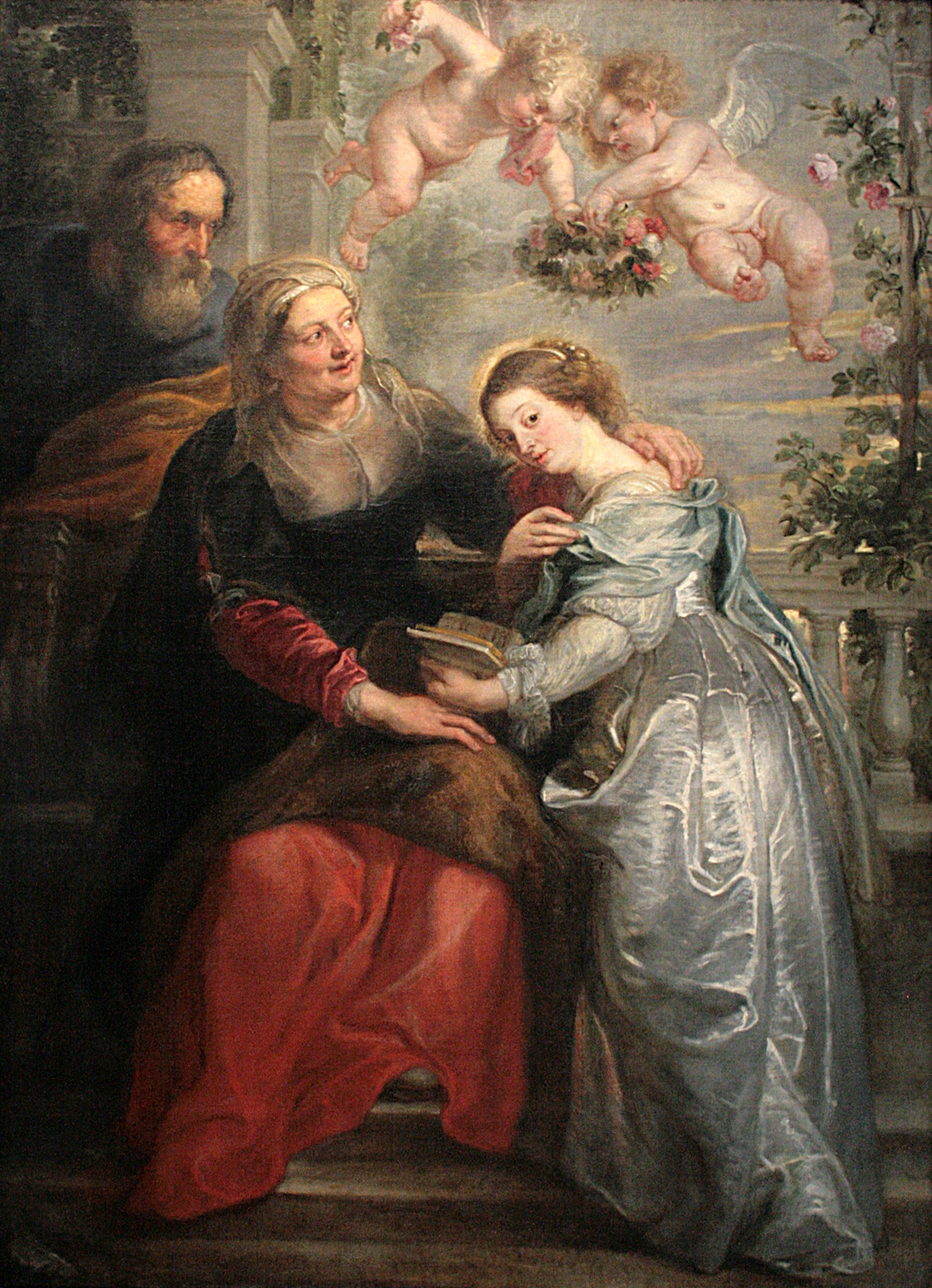
L'Éducation de Marie de Rubens (1630-1635).

| - Theodoor Aenvanck (en) : Fruits (1653). - Abraham van Beijeren (1620-1690) : Nature morte. - Gerard ter Borch (1617-1681) : La Joueuse de luth. - Jan Brueghel l'Ancien (1568-1625) : Fleurs. - Josse van Craesbeeck (1605-1661) : Bagarre dans une auberge (la mort est rapide et féroce), Taverne flamande, Aux Armes d'Anvers. - Abraham van Diepenbeeck (1596-1675) : Extase de saint Bonaventure. - Karel Dujardin (1626-1678) : Paysage dans la campagne romaine (1675). - Antoine van Dyck (1599-1641) : Portrait d'un homme de la famille Vincque, 1613-1620 ; Portrait d'un homme, en pied, peut-être un membre de la famille Vinck, 1619 de 199 × 126 cm ; Portrait du peintre Marten Pepyn, vers 1620 ; Portrait de l'évêque Joannes Malderus, 1626-1628 ; Le Christ en Croix, 1627-1630, de 104,5 × 73 cm ; Portrait de cavalier, 1627-1630 ; Portrait équestre (anciennement supposé être le peintre Cornelis de Wael), 1627 ; Le Christ en Croix entre sainte Catherine de Sienne, saint Dominique et un ange, avant 1629, de 125 × 97 cm ; La Lamentation sur le corps du Christ, 1629 ; Caesar Alexander Scaglia, abbé de Staffarda, 1634 - Frans Francken II (1581-1642) : Cabinet d'amateur. - Jan Fyt (1611-1661) : Portrait d'un garçon - Artemisia Gentileschi (1593-1656) : David avec la tête de Goliath. - Franciscus Gysbrechts (1649-1676) : Vanitas. - Frans Hals (1580-1666): Portrait de Stefanus Geraerdts, Jeune pêcheur. - Jan van der Heyden (1637-1712) : Vue sur un pont. - Abraham Janssens (1575-1632) : Scaldis et Antverpia. - Jacob Jordaens (1593-1678) : Concert de famille (1638), Les Filles de Cécrops découvrant l'enfant Érichthonios (1617), Méléagre et Atalante (1617-1618). - Alexander Keirincx (1600-1652) : Paysage avec une chasse au cerf (1630). - Jan van Kessel (1641-1680) : Le Concert du hibou. - Kerstiaen de Keuninck (1560-1635) : Paysage avec Diane et Actéon, Paysage avec la tentation de saint Antoine le Grand en Égypte. - Philippe de Marlier (1573-1668) : Sainte Dorothée dans un décor floral - Joos de Momper (1564 -1635) : L'Hélicon ou la visite de Minerve aux Muses. - Antonie Palamedesz (1601-1673) : Portrait de famille (1635). - Clara Peeters : Nature morte aux poissons (vers 1620). | - Érasme II Quellin (1607 -1678) : Portrait d'un jeune garçon. - Rembrandt (1606-1669) : Portrait du pasteur Eleazer Swalmius (1637). - Theodore Rombouts 1597-1637) : Joueurs de cartes. - Rubens (1577-1640) : 21 peintures : Le Baptême du Christ, Vénus frigida, L'Incrédulité de saint Thomas, l’Adoration des Mages, La Sainte Famille au perroquet, Le Coup de lance, La Sainte Vierge et l'Enfant entouré de saints, La Déploration du Christ, Le Fils prodigue, La Sainte Trinité, La Dernière Communion de saint François d'Assise, Portrait de Gaspard Gevartius, Le Char triomphal de Kallo. - Roelandt Savery (1576-1639) : Le Paradis terrestre. - Jan Siberechts (1627–1703) : Le Gué. - Frans Snyders (1579-1657) : La Poissonnerie. - David Teniers le Jeune (1610-1690) : Retour de la chasse (1670), Devant la taverne. - Adriaen van Ostade (1610-1685) : Le Fumeur (1655), Homme lisant, Scène d'auberge. - Floris van Schooten (1585-1656) : Le Petit Déjeuner. - Adriaen van Stalbemt (1580-1662) : Paysage avec fables (1620). - Hendrick Cornelisz. van Vliet (1611-1675) : L'Église nouvelle à Delft. - Cornelis de Vos (1584-1651) : Portrait de famille (1631). - Jacobus Vrel (1617-1681) : La garde-malade. - Jan Wildens (1586-1653) : Paysage avec bergers (1631). - Philips Wouwerman (1619-1668) : La halte des cavaliers. |

Tableaux d'Antoine van Dyck
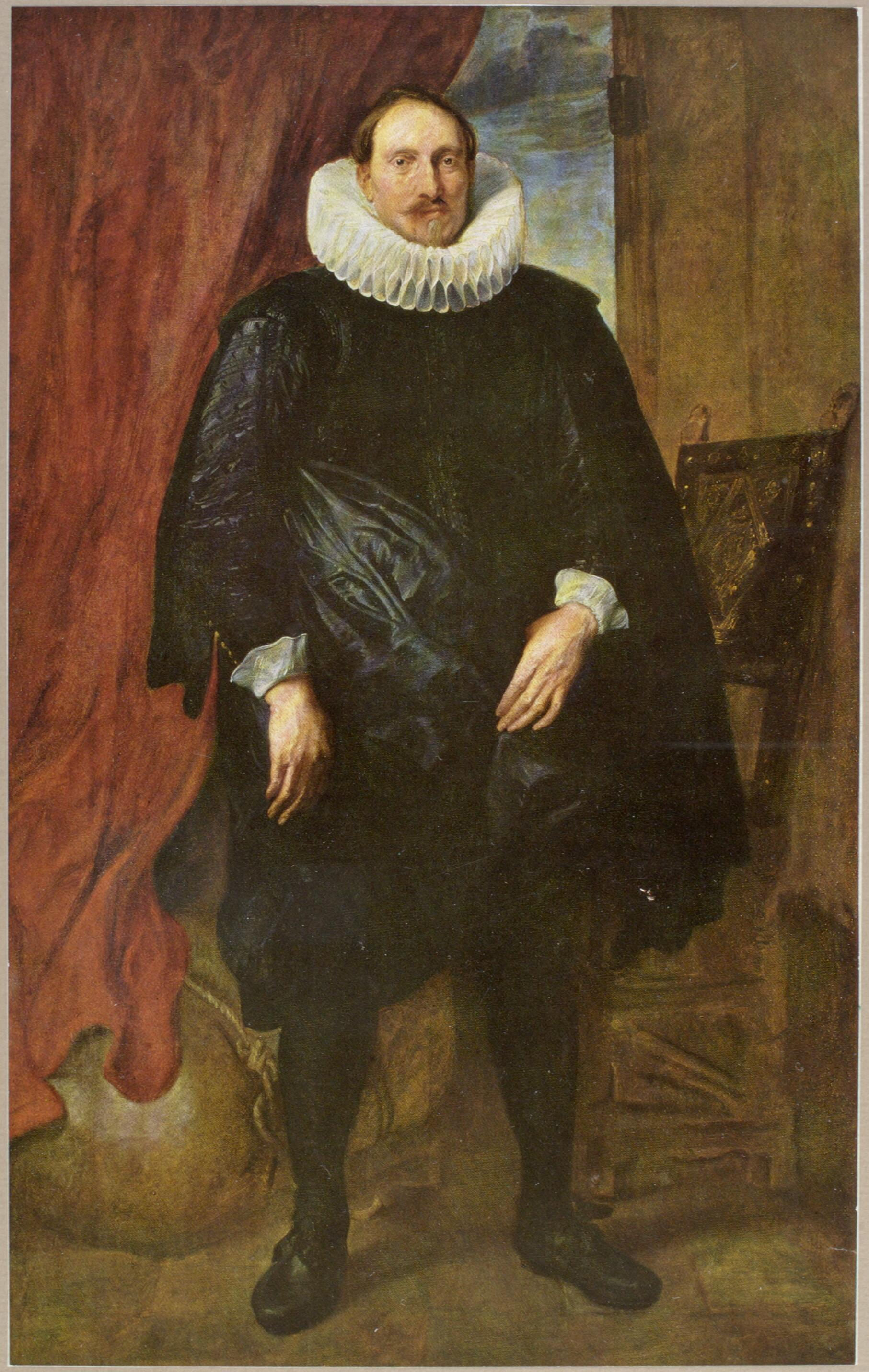
Homme, en pied, 1619
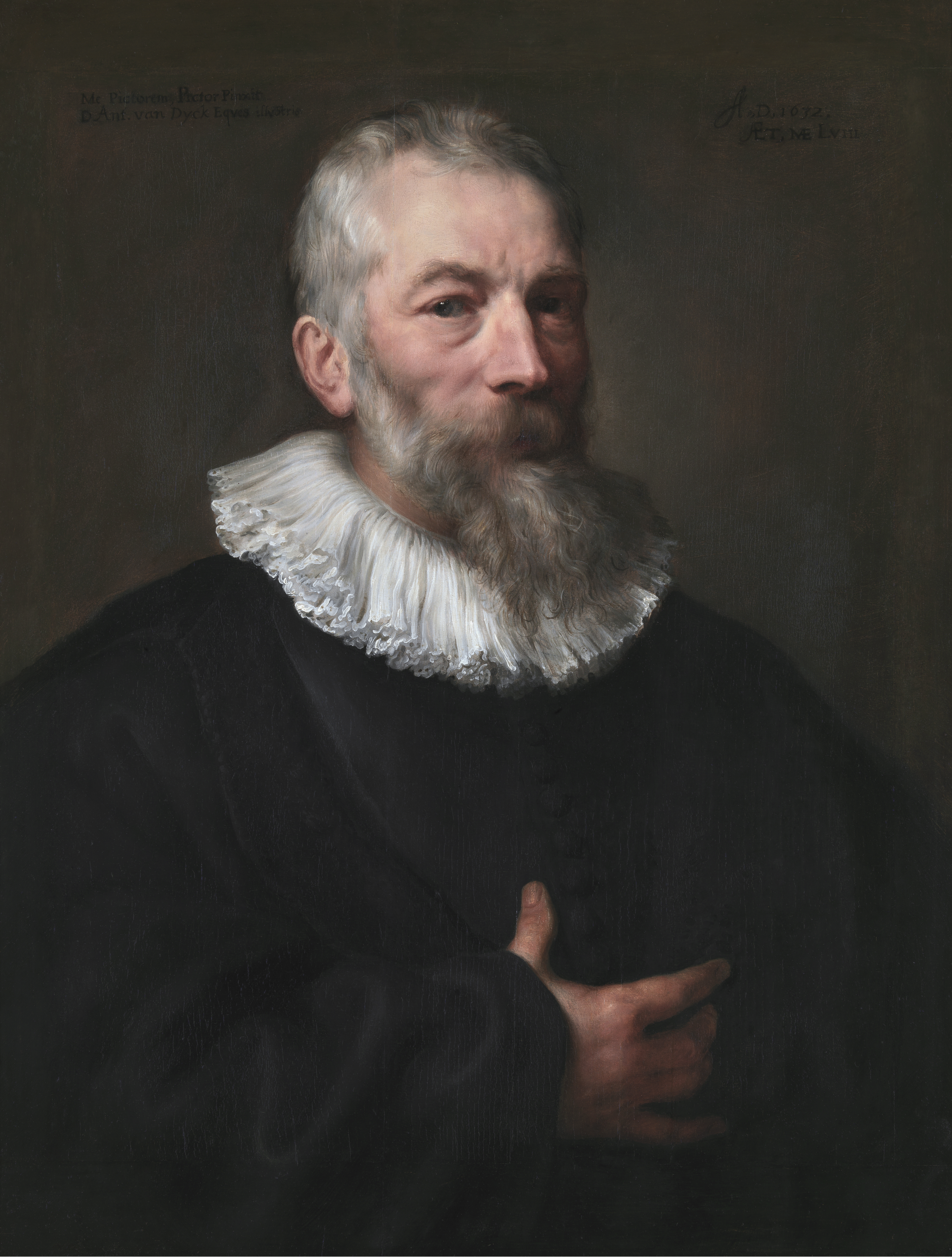
Le peintre Marten Pepyn, 1620
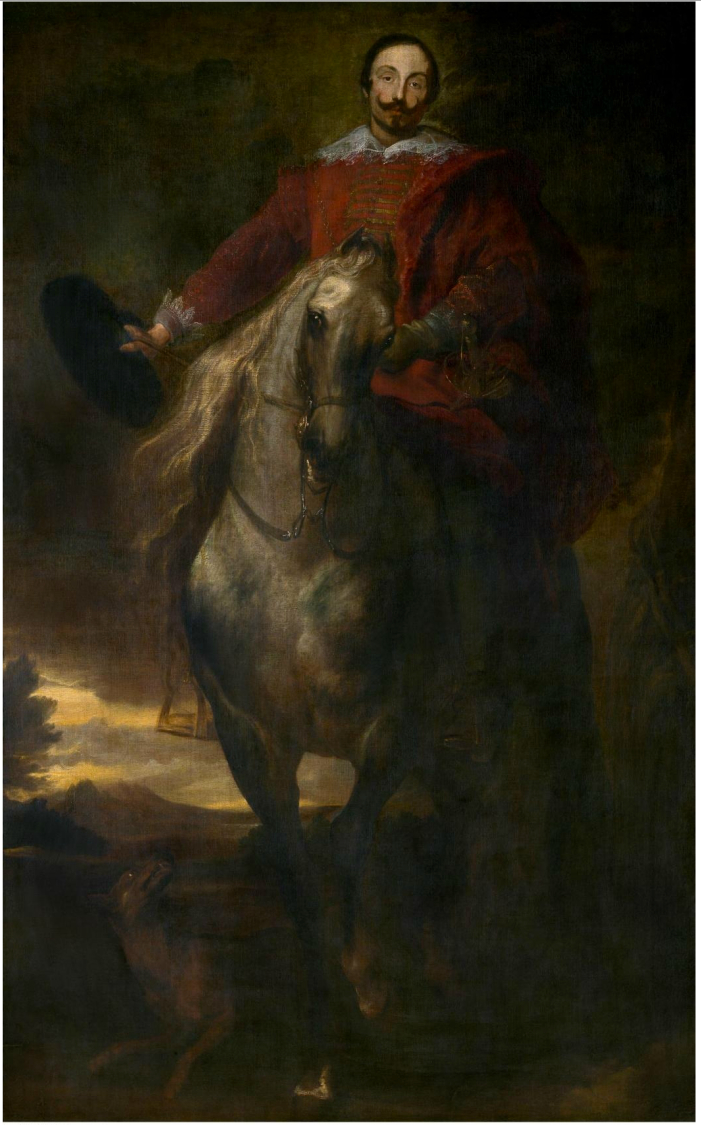
Portrait équestre, 1627
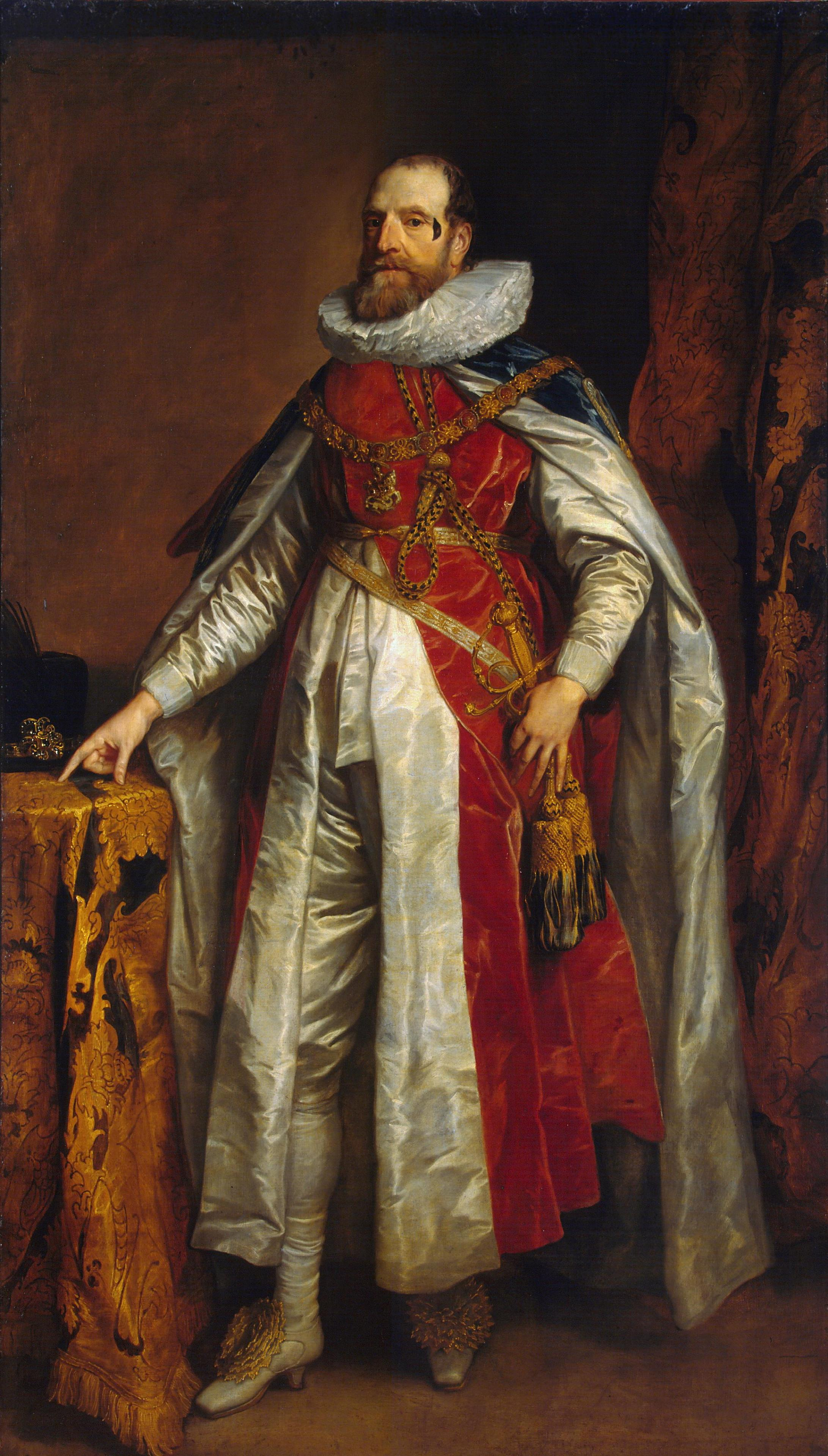
Henri Danvers, 1628-1630
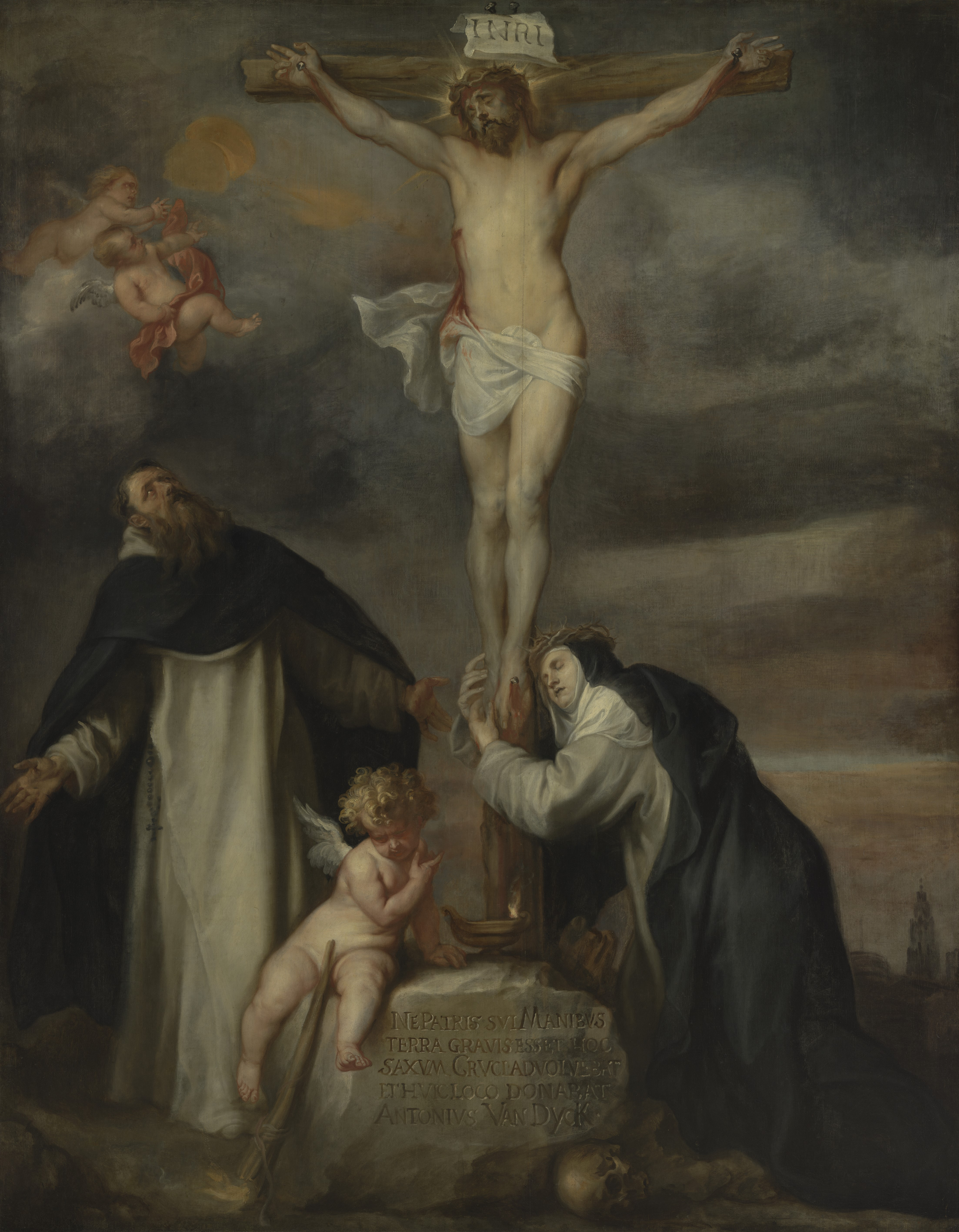
Le Christ en Croix avant 1629
La Lamentation, 1629
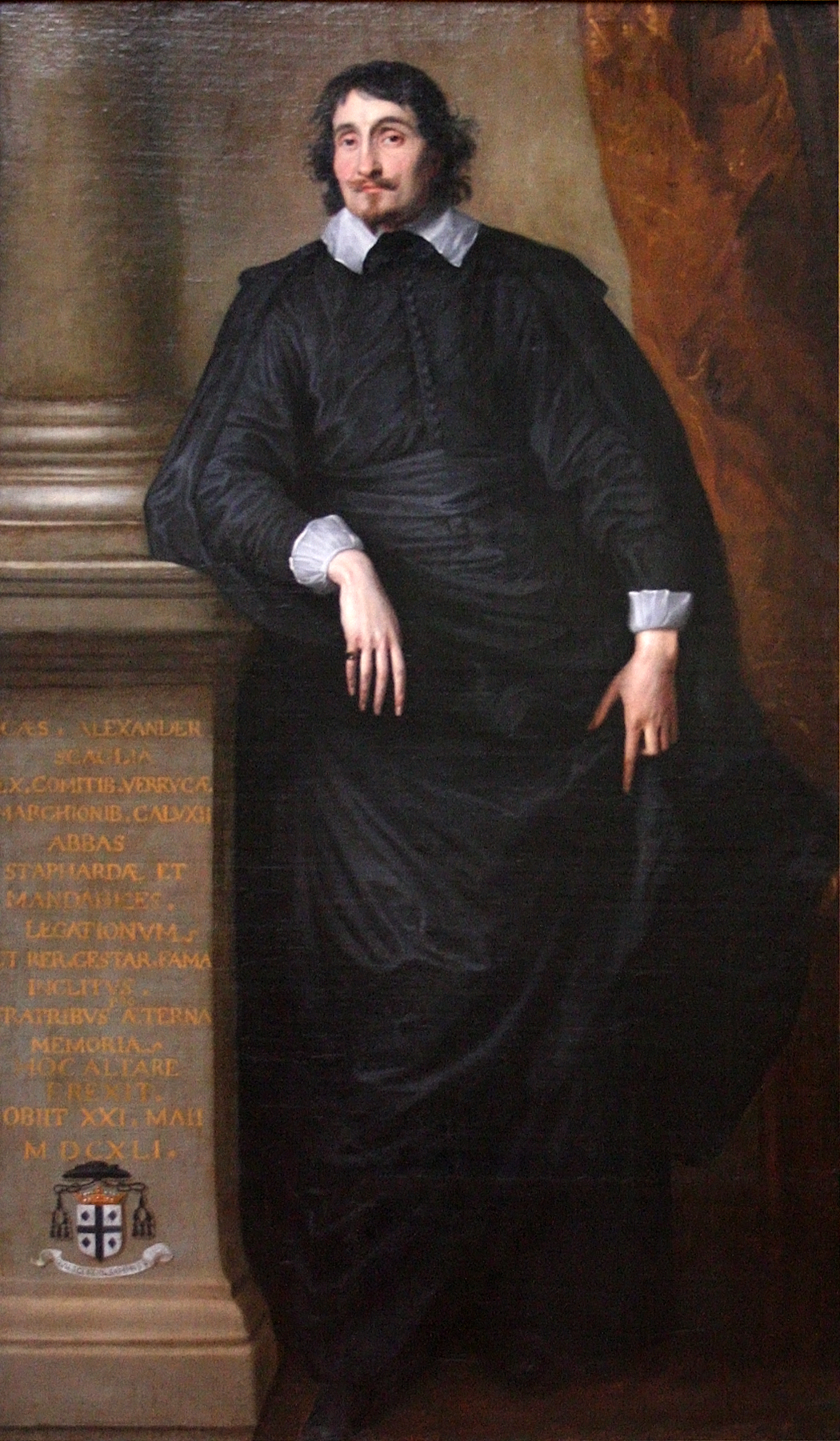
Caesar Alexander Scaglia, 1634
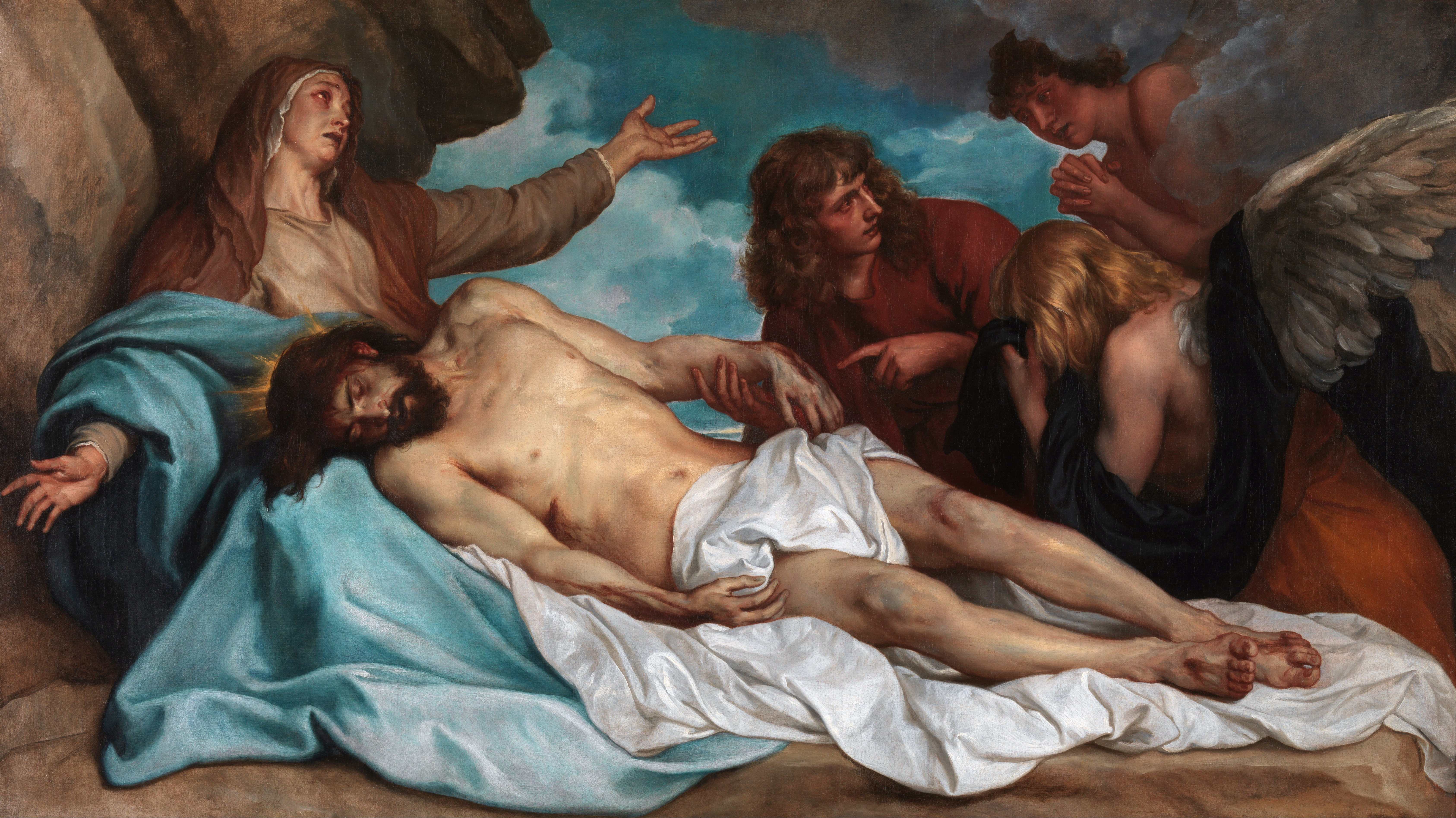
La Lamentation, 1634-1635

### XVIIIesiècle
- Jean François Eliaerts : Bouquet de fleurs dans un vase sculpté.
- Guillaume Herreyns : Portrait du peintre A.C. Lens.
- Jan Josef Horemans (en) : L'Heure du thé.
- Andries Cornelis Lens : Hercule protégeant la Peinture contre l'Ignorance et la Jalousie (1763).
- Pieter-Jozef Verhaghen : Agar et Ismaël chassés par Abraham (1781).

### XIXesiècle
- Louis Artan : Le matin.
- Henri de Braekeleer : Jardin d'horticulteur (1864), L'homme à la chaise (1875), Fraises et champagne (1883), Le Repas.
- Alexandre Cabanel : Cléopâtre essayant des poisons sur des condamnés à mort (1887).
- Émile Claus : L'Été (1893).
- James Ensor : la + importante collection au monde : Le Salon bourgeois (1881), L'Après Midi à Ostende (1881), La Mangeuse d'huîtres (1882), L'Intrigue (1890), Squelettes se disputant un pendu (1891), Les Cuirassiers à Waterloo (1891).
- Henri Evenepoel : Louise en deuil (1894).
- Léon Frédéric : Les Boëchelles (1888).
- Charles de Groux : Le Moulin à café.
- Nicaise De Keyser : Charles V délivre les esclaves de Tunis.
- Fernand Khnopff
- Jef Lambeaux : Le Baiser (1881).
- François Lamorinière : La sapinière (1883).
- Henri Leys : La visite d'Albert Dürer à Anvers en 1520 (1855).
- Xavier Mellery : L'Inspiration.
- Constantin Meunier : Le Retour de la mine (tableau) ; Le Marteleur (sculpture).
- Périclès Pantazis : Sur la plage.
- Joseph-Nicolas Robert-Fleury : Titien défunt exposé au palais Barberino.
- Auguste Rodin
- Alfred Stevens : Le Sphinx parisien (1867), Petite industrie ou La Mendicité tolérée.
- Jan Stobbaerts : Le Curage de la Woluwe.
- Henry Van de Velde : Femme à la fenêtre (1889).
- Guillaume Vogels : Mon jardin.
- Théo van Rysselberghe : Portrait de Marie Sèthe (1891).
- Gustave Wappers : Les Frères De Witt en détention (1838).

### XXesiècle
- Pierre Alechinsky : Le Dernier Jour
- Roland Bierge : La Dame au chapeau rouge (1969).
- René Bosiers
- Lovis Corinth : Georg Brandes (1925).
- Paul Delvaux : Les Rubans roses (1937).
- Gustave de Smet : Mangeurs de moules
- Roel D'Haese : The song of Evil (1964).
- Vic Gentils : Hommage à Permeke (1964).
- René Guiette : Collioure gris (1947)
- René Magritte : Le Seize Septembre (1956), Le Cap des Tempêtes (1964).
- Amedeo Modigliani : Nu assis (1917).
- Felicia Pacanowska
- Paul Permeke
- Jacob Smits
- Suzanne Van Damme : Vue des Tuileries
- Gustave van de Woestijne
- Paul Van Hoeydonck : Spaceman (1967).
- Paul Verrees
- Claude Viseux
- Émile Vloors : Le Chardon bleu ou Portrait de Louise Laridon.
- Rik Wouters : L'Éducation, Rik au bandeau noir, La Repasseuse (tableaux) ; Rêverie (sculpture).

## Galerie

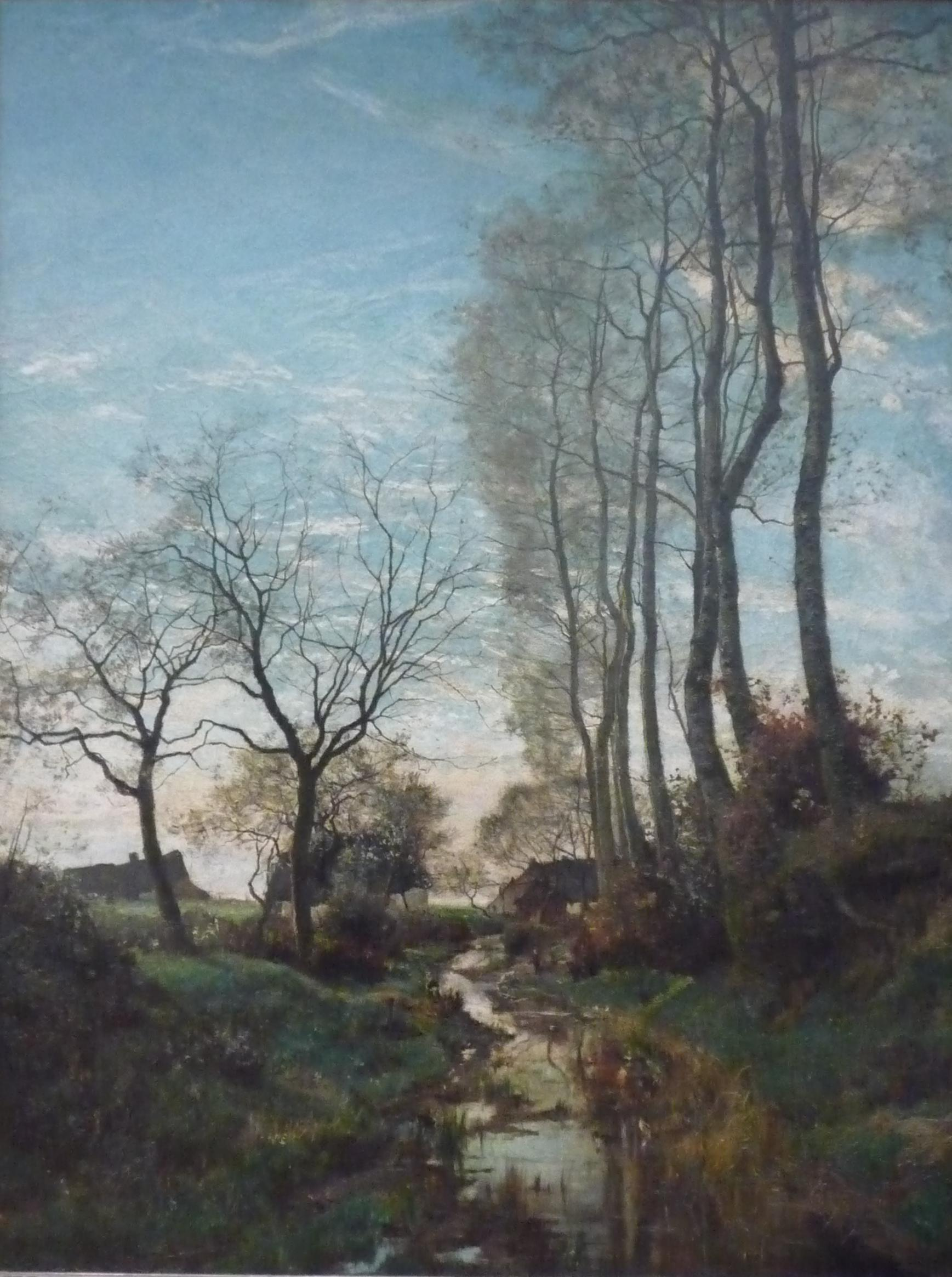
Hippolyte Boulenger, Paysage, 1868
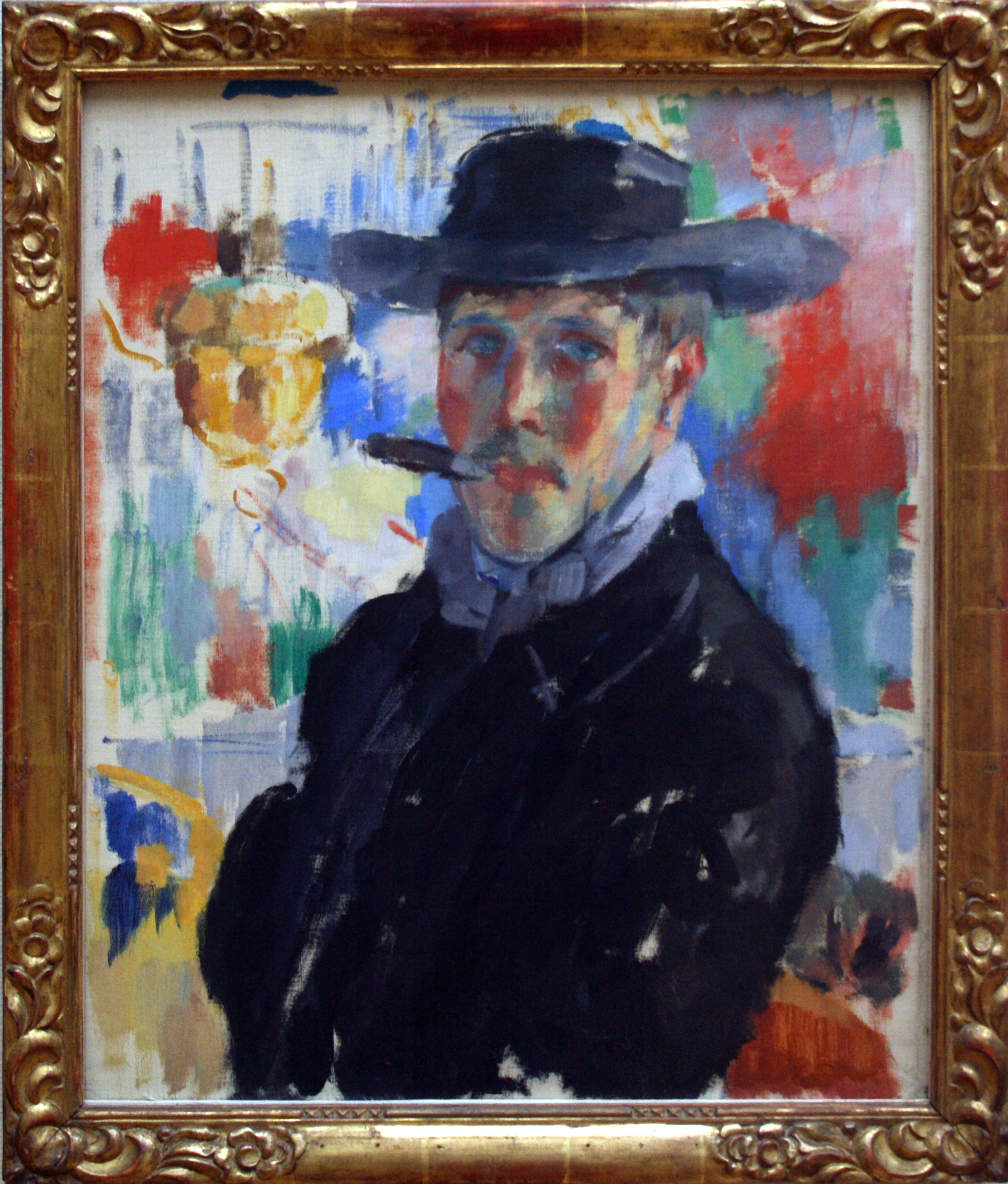
Rik Wouters, Autoportrait au cigare, 1914
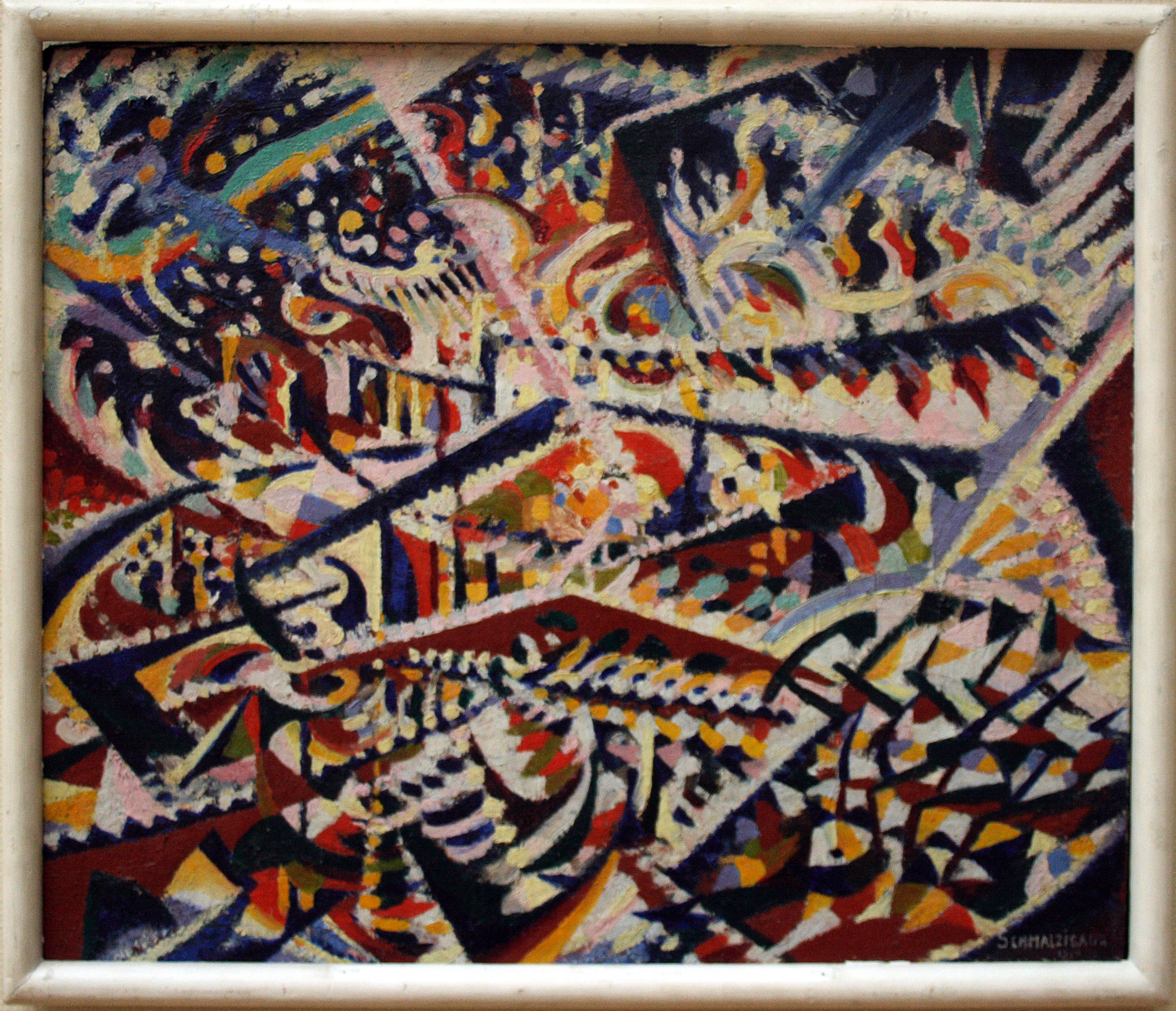
Jules Schmalzigaug, Impression dans une salle de danse, c. 1914